# Polizia di Stato

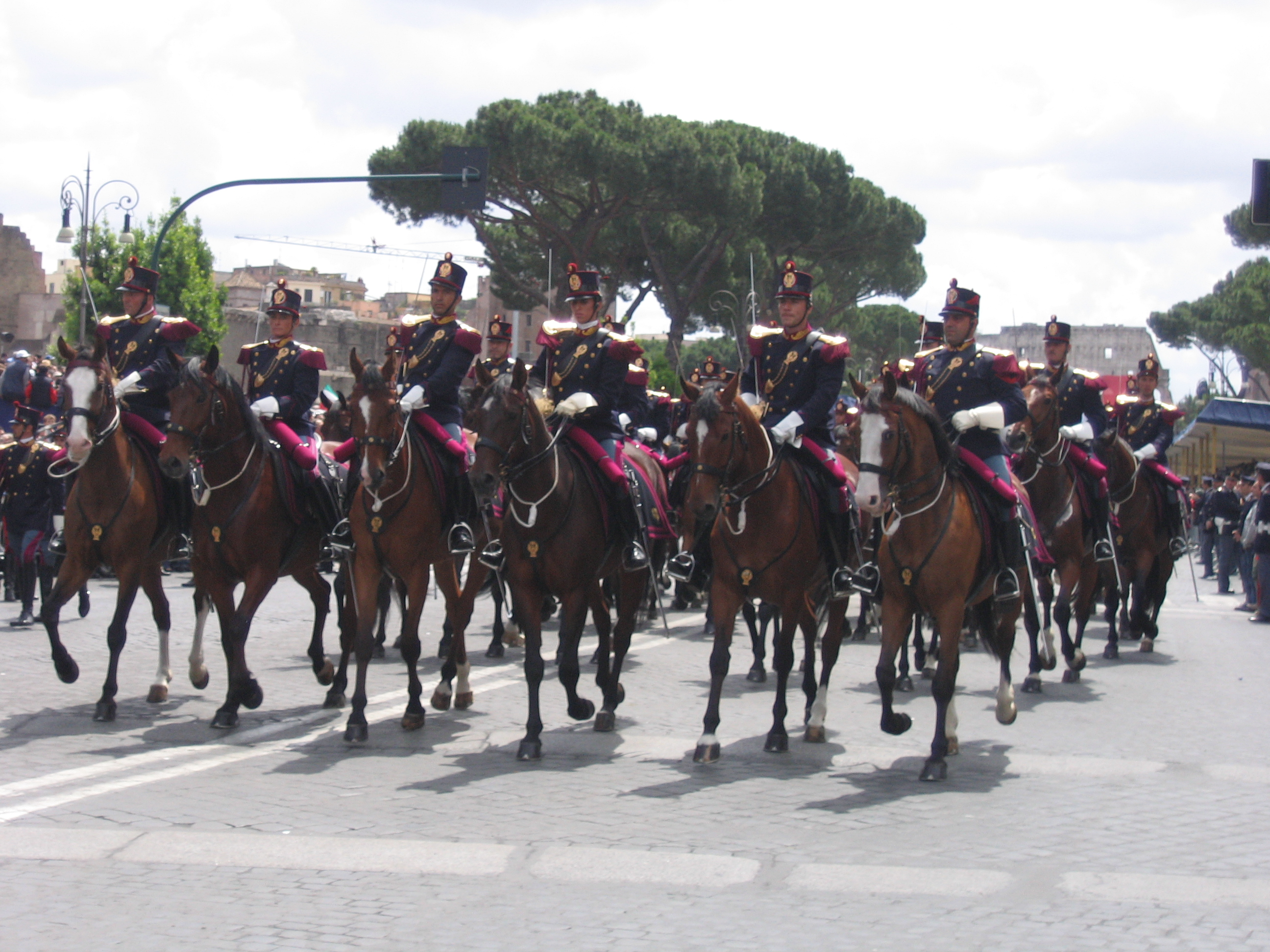
Il reparto a cavallo della polizia durante la festa del 2 giugno

La Polizia di Stato (fino al 1981 Corpo delle Guardie di pubblica sicurezza) è una forza di polizia ad ordinamento civile, militarmente organizzata ed a statuto speciale, facente parte delle forze di polizia italiane e dipendente direttamente  dal Dipartimento della pubblica sicurezza, del Ministero dell'interno.

## Storia
Durante il Regno di Sardegna nacque il Corpo delle Guardie di Pubblica Sicurezza, voluto dal Re Carlo Alberto, con la legge 10 aprile 1852 n. 1404.

### L'unità d'Italia e i primi assetti
Dopo l'unità d'Italia, col regio decreto 9 ottobre 1861, n. 255 venne creata la "Direzione generale della pubblica sicurezza", potenziando quindi temporaneamente la struttura, allora cresciuta sino al rango  di divisione; l'anno successivo, tuttavia, con l'istituzione del Segretariato generale del ministero dell'Interno, l'amministrazione fu ricondotta al rango di divisione e posta sotto la responsabilità del segretario generale. La prima norma che dettò disposizioni organiche in tema fu la legge 20 marzo 1865, n. 2248 all'allegato B - cui seguì il Regolamento Esecutivo 18 maggio 1865, n. 2236. Nel 1880 Giovanni Bolis, capo dei servizi di pubblica sicurezza, distinse le attività del Corpo in "polizia amministrativa", "polizia giudiziaria" e "divisione affari riservati".
Con il regio decreto 3 luglio 1887, n. 4707, il governo Depretis VIII ripristinò definitivamente la Direzione generale.
Nel dicembre del 1890 dall'unione delle Milizie comunali e del Corpo delle guardie di pubblica sicurezza, nacque il "Corpo delle guardie di città".

### Le riforme dei governi Giolitti e Nitti
Nel 1902, durante il mandato come ministro dell’interno di Giovanni Giolitti, fu fondata la scuola di polizia scientifica per opera principalmente di Salvatore Ottolenghi, primo studioso delle tecniche di investigazioni scientifiche e allievo del criminologo Cesare Lombroso, con a capo lo stesso Ottolenghi. Il testo unico della legge sugli ufficiali ed agenti di pubblica sicurezza emanato durante il governo Giolitti III disciplinò per la prima volta sistematicamente la materia della pubblica sicurezza, stabilendo criteri per l'attribuzione delle funzioni di pubblica sicurezza e indicando coloro ai quali possono essere attribuite; un ruolo centrale fu attribuito al "delegato di pubblica sicurezza", autorità incaricata di garantire l'ordine pubblico. Nel 1917 fu istituito l'UCI (Ufficio centrale investigazioni), che raccoglieva in parte l'eredità della divisione affari riservati politici e che si sarebbe dedicato ad attività di controspionaggio; il comando fu assegnato a Giovanni Gasti.
Al termine della prima guerra mondiale il governo Nitti I con il Regio Decreto 14 agosto 1919, n. 1442 stabilì un nuovo ordinamento del personale di pubblica sicurezza e contestualmente dispose la creazione di un corpo di agenti di investigazione.
Il successivo Regio Decreto 2 ottobre 1919, n. 1790 sciolse i corpi delle guardie di città e delle guardie municipali, che cessarono ogni compito di polizia passando definitivamente alle dipendenze del sindaco per espletare la vigilanza sulle materie di competenza municipale.
Furono costituiti il Corpo della regia guardia per la pubblica sicurezza (12 divisioni, 40 000 uomini), a ordinamento militare, deputato al mantenimento dell'ordine pubblico e alquanto svincolato da eventuali influenze della politica, e il Corpo degli agenti investigativi (8 000 uomini), specializzato in compiti di polizia giudiziaria.

### Il ventennio fascista e il Corpo degli agenti di P.S.
Il 31 dicembre 1922 Benito Mussolini, capo del neonato governo, sciolse i due corpi che furono poi assorbiti nell'Arma dei Carabinieri Reali. Nell'ambito della stessa manovra, venne creata la Milizia volontaria per la sicurezza nazionale. Tra le ragioni che si sono prospettate per questa scelta, molti studiosi propendono per considerare più verosimile l'esigenza del nuovo presidente del consiglio di sottoporre a più facile controllo tutte le strutture dello Stato (ciò che sarebbe stato poi di maggior evidenza quando tutte le amministrazioni fasciste vennero organizzate in forma paramilitare): se la truppa dei due corpi di polizia era certamente militare, la parte alta della catena gerarchica, costituita dai funzionari di Pubblica Sicurezza era invece civile, perciò non sottoposta ai rigori delle regolamentazioni cui soggiacevano gli uomini in divisa, primo fra tutti appunto la rigida concatenazione gerarchica.
La distinzione di un apposito corpo di polizia "specifico" era funzionale al regime fascista, le cariche di diretta emanazione governativa furono perciò mantenute al loro posto, con anzi qualche piccolo intervento che dimostrava un'attenzione costante. Con il regio decreto 11 novembre 1923, n. 2395, la figura del "direttore generale della pubblica sicurezza" fu rinominata (senza peraltro sostanziali modificazioni dal punto di vista funzionale) in "intendente generale della polizia", subito ricorretta dal regio decreto 20 dicembre 1923, n. 2908, che la convertì all'ancora vigente denominazione di "Capo della Polizia".

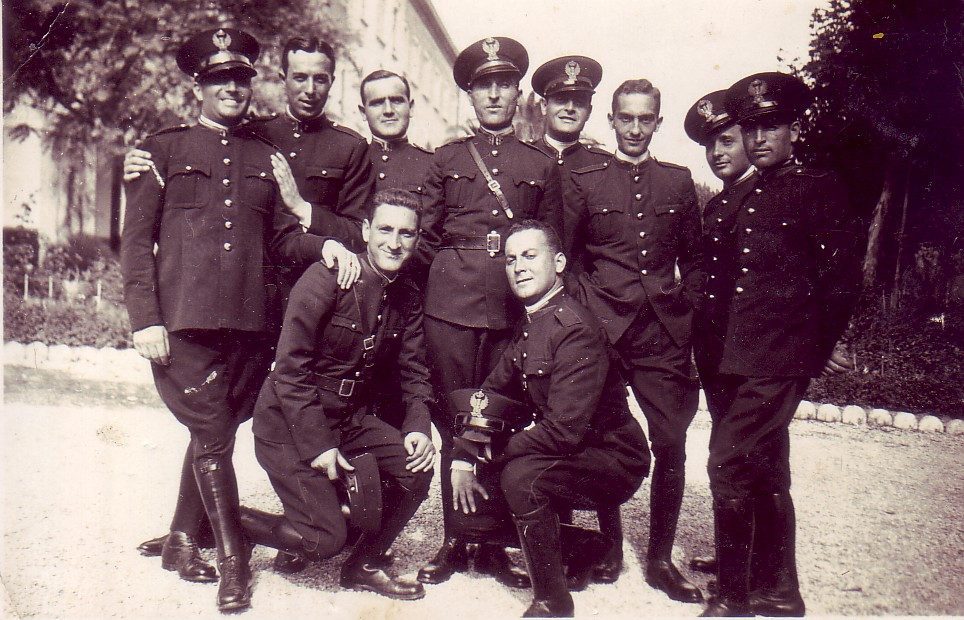
Membri del Corpo degli agenti di pubblica sicurezza, Roma 1936

Nell'aprile del 1925 fu costituito il "Corpo degli agenti di pubblica sicurezza", che assorbì il Ruolo specializzato dell'Arma (ex Corpo degli agenti investigativi), che cessò di dipendere dal Ministero della Guerra per passare sotto il Ministero dell'Interno, formando l'ossatura del neocostituito corpo, che si avvalse così di personale investigativo già specializzato.
Godeva comunque di un ruolo di secondo piano rispetto alla MVSN, con la quale durante il ventennio sorsero numerose interferenze di competenze o di fatto, benché la milizia finisse con l'affiancarsi quasi del tutto alle altre forze armate. Alla ricostituzione del Corpo degli agenti di P.S. si giunse però anche perché i Carabinieri, di più antiche tradizioni, erano rimasti più fedeli alla corona.

#### L'opera di Arturo Bocchini
Nel 1926 venne nominato capo della polizia Arturo Bocchini, al quale si deve nel 1930 la creazione dell'OVRA (Organismo di vigilanza per la repressione dell'antifascismo). Egli, inoltre, introdusse notevoli modifiche organizzative e tecniche nel funzionamento delle questure così da poter allestire agevolmente un'imponente raccolta di dati in tempo reale che a Palazzo Venezia venivano analizzati anche per monitorare il consenso popolare. Fra queste modifiche il cosiddetto "mattinale", rapporto burocratico contenente dati sulla forza presente e consuntivi dei fatti (crimini, incidenti, altri fatti di rilievo) della giornata precedente e che era generalmente consegnato al destinatario (tipicamente il questore, ma anche responsabili di altri comandi) al momento di prendere servizio la mattina, donde il nome.
Negli anni '30 furono istituiti gli "Ispettorati Generali di Pubblica Sicurezza", speciali organismi di polizia, guidati da un Ispettore generale di PS, per combattere principalmente la criminalità organizzata, avvalendosi di strutture a carattere provinciale, e sovraordinate alle singole questure. Il primo fu l'Ispettorato per la Sicilia, poi quello dell'Alta Italia, l’Ispettorato per la repressione dell’abigeato in Sardegna e, dal 1942, l’Ispettorato di polizia per i Servizi di Guerra e quello della Venezia Giulia.
Durante il mandato di Bocchini, sotto l'impulso del colonialismo italiano, venne creato nel 1936 un apposito corpo di polizia per i nuovi territori, il Corpo di Polizia Coloniale, l'anno dopo rinominato Polizia dell'Africa Italiana (PAI) dotato di uniformi ed equipaggiamenti specifici e munito in esclusiva del Beretta MAB 38. Bocchini riuscì a gestire una importante e nello stesso tempo delicatissima istituzione, un corpo il cui controllo era ovviamente essenziale per la buona tenuta del governo e che pare egli stesso abbia voluto ricreare, dopo il discioglimento del 1922, al fine di costituirne una sorta di armata a disposizione del governo (il quale peraltro già aveva inquadrato nelle camicie nere elementi dello squadrismo). La polizia, dunque, era fedele al governo, i Carabinieri al re. Bocchini fu perciò il vero autore di una duplicazione delle strutture nazionali militari e di polizia (e di intelligence) che rappresentò al meglio la ragione dei sostanziali equilibri fra la corona e il regime.
In questo ruolo Bocchini era uno dei pilastri fondamentali su cui poggiava l'edificio del regime. Bocchini fu incaricato di eseguire le schedature più delicate degli esponenti più in vista della società italiana del periodo, contribuendo alla creazione del famoso "archivio segreto" di Mussolini.Si ricorda in proposito, fra i tanti caduti della polizia (attraverso le sue varie denominazioni), il caso di Giovanni Palatucci, funzionario dell'Ufficio stranieri di Fiume, che impedì la deportazione di numerosi ebrei e che per questo fu deportato egli stesso, morì nel campo di concentramento di Dachau.
Alla fine degli anni '30 il Corpo degli agenti di pubblica sicurezza torna a essere forza armata.
Alla morte di Bocchini nel novembre 1940, gli successe il suo vice, il prefetto Carmine Senise.

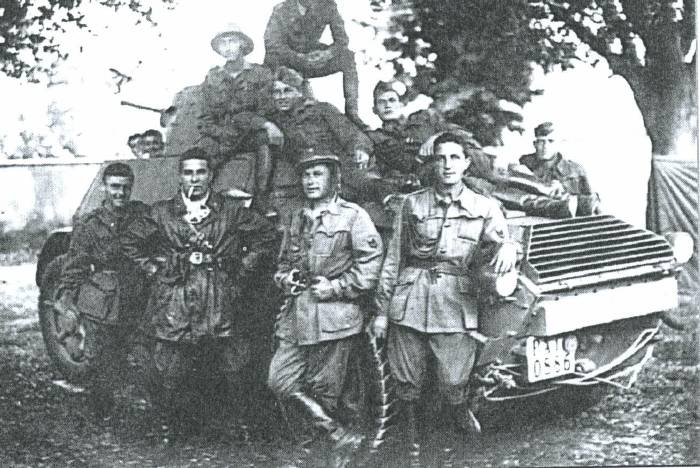
Agenti della Polizia dell'Africa Italiana davanti a un'autoblindo AB41 nei pressi di Roma nel 1943

### La seconda guerra mondiale
La seconda guerra mondiale condusse le forze di polizia ad aggiornare le proprie finalità d'impiego, per far fronte a situazioni di ordine pubblico eccezionali. Inoltre, reparti del Corpo degli agenti di pubblica sicurezza combatterono in Albania e Montenegro, mentre unità del PAI in territorio africano.
Senise fu sostituito nell'aprile del 1943, in occasione di un generale rimpasto delle cariche istituzionali voluto da Benito Mussolini. Questo rimpasto (che privava la corona di un uomo più fidato su una poltrona tanto delicata) è stato considerato da alcuni storici il vero momento in cui dal Quirinale si decise, avvicinando Dino Grandi, di liberarsi di Mussolini. Dopo la caduta del fascismo Senise fu subito rinominato da Badoglio capo della polizia. Va menzionato che Senise fu una delle pochissime autorità che non seguirono il re e Badoglio nella fuga al Sud dopo l'armistizio di Cassibile e che per questo fu catturato a Roma dai tedeschi e fu deportato prima in un lager e poi in Baviera insieme ad altri prigionieri illustri, e fu liberato dagli alleati alla fine della guerra.
Il 6 settembre 1943, quando l'armistizio di Cassibile era già stato firmato in segreto, prima che ne fosse data notizia pubblica era stata sciolta la MVSN, per restituire alla polizia tutte le sue principali funzioni.

#### La ricostituzione comeGuardie di P.S.
Liberata Roma, con il decreto legislativo luogotenenziale 2 novembre 1944, n. 365, emanato durante la luogotenenza di Umberto II di Savoia, venne nuovamente istituito il "Corpo delle guardie di pubblica sicurezza" (già con questa denominazione dal 1852 al 1890), con status di corpo militare, ma alle dirette dipendenze del ministero dell'Interno.

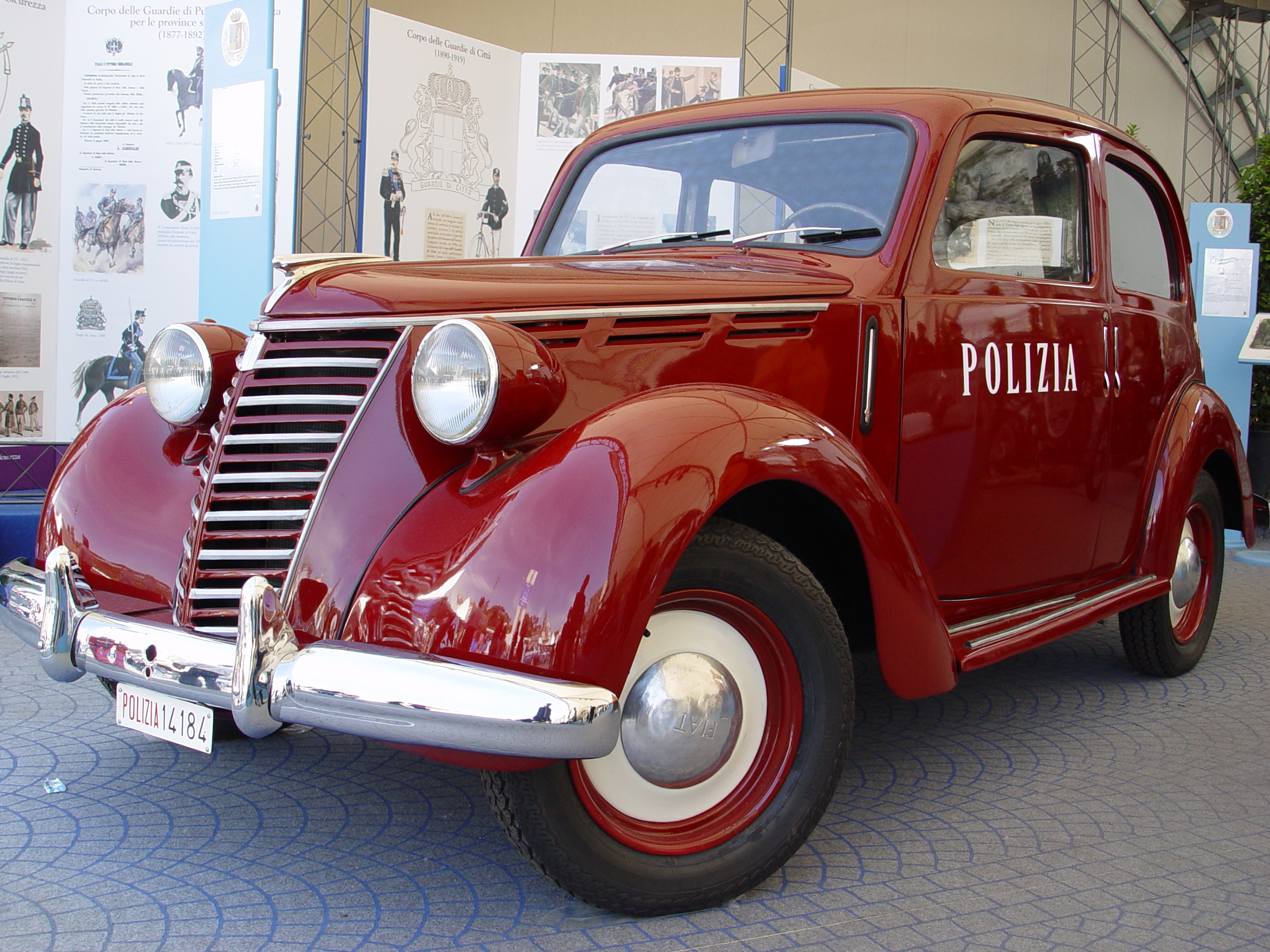
Fiat 1100 Musone rossa degli anni 40 utilizzata dalla polizia italiana

A guidare la polizia fu chiamato un magistrato, Luigi Ferrari, che si avvalse di funzionari come Luigi Pianese (Capo del personale della PS e futuro prefetto di Genova), Francesco Bilancia (direttore della Polizia giudiziaria e futuro prefetto di Bologna e Napoli), Giuseppe Migliore (direttore dell'ordine pubblico, poi prefetto di Venezia e di Torino), Italo de Vito (direttore delle forze armate di polizia, poi prefetto di Firenze).
La fine della guerra fu preceduta e seguita da situazioni di grave disagio dell'amministrazione, non in grado di assolvere ai suoi doveri istituzionali con risultati soddisfacenti. La divisione del paese e la guerra civile in Italia alimentarono enormemente la confusione e l'insicurezza nella penisola, insieme al diffuso banditismo. In più, la polizia sotto la guida di Bocchini si era legata assai intimamente alle vicende governative e spesso era lontana dalla fiducia della popolazione.
Poco prima della liberazione, fu perciò necessario impartire il divieto di appartenenza a partiti politici o sindacati per tutti gli appartenenti al Corpo, onde fugare il sospetto che l'attività di polizia potesse ancora subire "orientamenti". A questo si univa anche il discusso utilizzo della polizia da parte del governo Badoglio, che la impiegò in modo alquanto spiccio nel contrastare sommosse e tafferugli: le animosità venivano sedate con frequente uso delle armi da fuoco, provocando decine di morti, che compromisero in parte la reputazione presso l'opinione pubblica. Nonostante la gravità della situazione generale, nel 1945 all'interno del Corpo si diede vita alle specialità della Polizia ferroviaria e della Polizia stradale, il cui primo compartimento fu insediato presso la questura di Milano.

### Il secondo dopoguerra e i reparti mobili

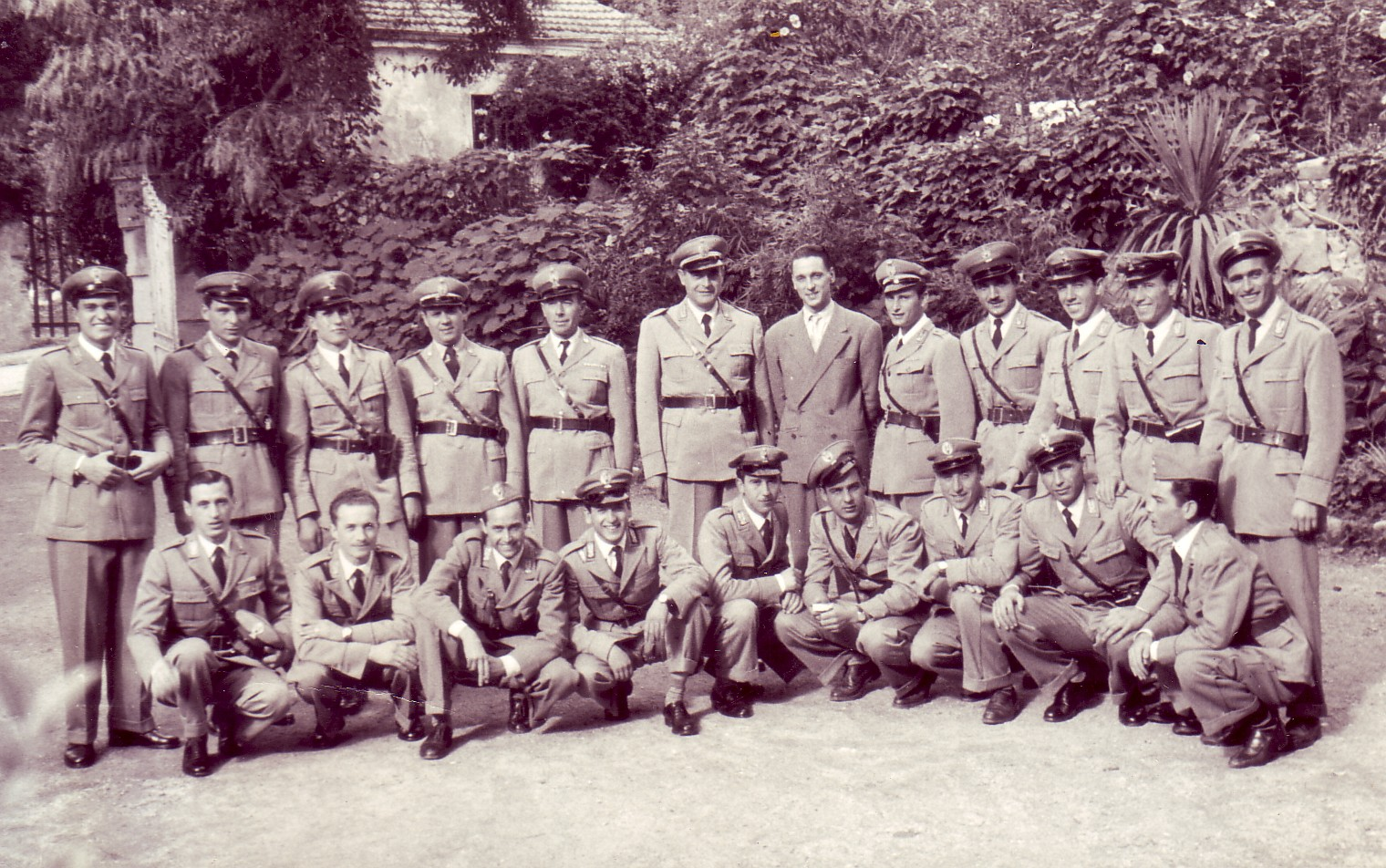
Guardie di PS di Sanremo, 18 ottobre 1948

Il dicastero dell'Interno, dopo la Liberazione, fu assunto dal socialdemocratico Giuseppe Romita, che nel 1945 procede all'arruolamento di partigiani negli organici della PS, circa 20 mila.
Fu egli a istituire nel 1946 i "reparti mobili" ossia una forza di pronto impiego per l'ordine pubblico, sino ad allora gestito dall'Esercito. Vennero muniti dei primi manganelli di legno e di alcune Jeep avute in dono dall'esercito statunitense.
La nomina a ministro dell'interno di Mario Scelba, nel 1947, che a sua volta nominò Capo della Polizia Giovanni D'Antoni, determinò una rapida riorganizzazione del Corpo delle Guardie di Pubblica Sicurezza. Furono dimissionati elementi introdotti alla fine della guerra, come la cosiddetta polizia ausiliaria, di cui fece parte un numero di ex partigiani che alcune stime hanno fissato in circa 20.000 unità (costituivano circa la metà dell'organico complessivo), lasciandone in servizio circa 5.000, in quanto Scelba riteneva che essendo composte da un'alta percentuale di comunisti, per la maggior parte provenienti dalle Brigate Garibaldi, avrebbero potuto agire dall'interno delle forze dell'ordine per attuare la rivoluzione comunista in Italia. Inoltre la polizia ausiliaria evidenziava marcate problematicità di insubordinazione e abbandono di posto. L'equipaggiamento venne tuttavia ampliato, con la dotazione di mitragliatrici pesanti e addirittura di mortai da 81 mm, allo stesso tempo, l'organizzazione dell'amministrazione veniva rivista e talune specialità venivano distinte in separati servizi direttamente dipendenti dalla direzione generale, come nel caso della Polizia postale, la Polizia stradale, la Polizia ferroviaria e la Polizia di frontiera.
Nel dicembre 1959 nacque il Corpo di polizia femminile, composto evidentemente da personale femminile e dedicato a tematiche delicate e di rilievo morale, come la protezione della donna e la tutela dei minori; il corpo, parallelo alla polizia "tradizionale", aveva anche la funzione pratica di supportare questa per alcuni compiti che non era opportuno affidare agli uomini, come ad esempio la perquisizione corporale delle donne. Le prime ispettrici entrarono in servizio nel 1961.

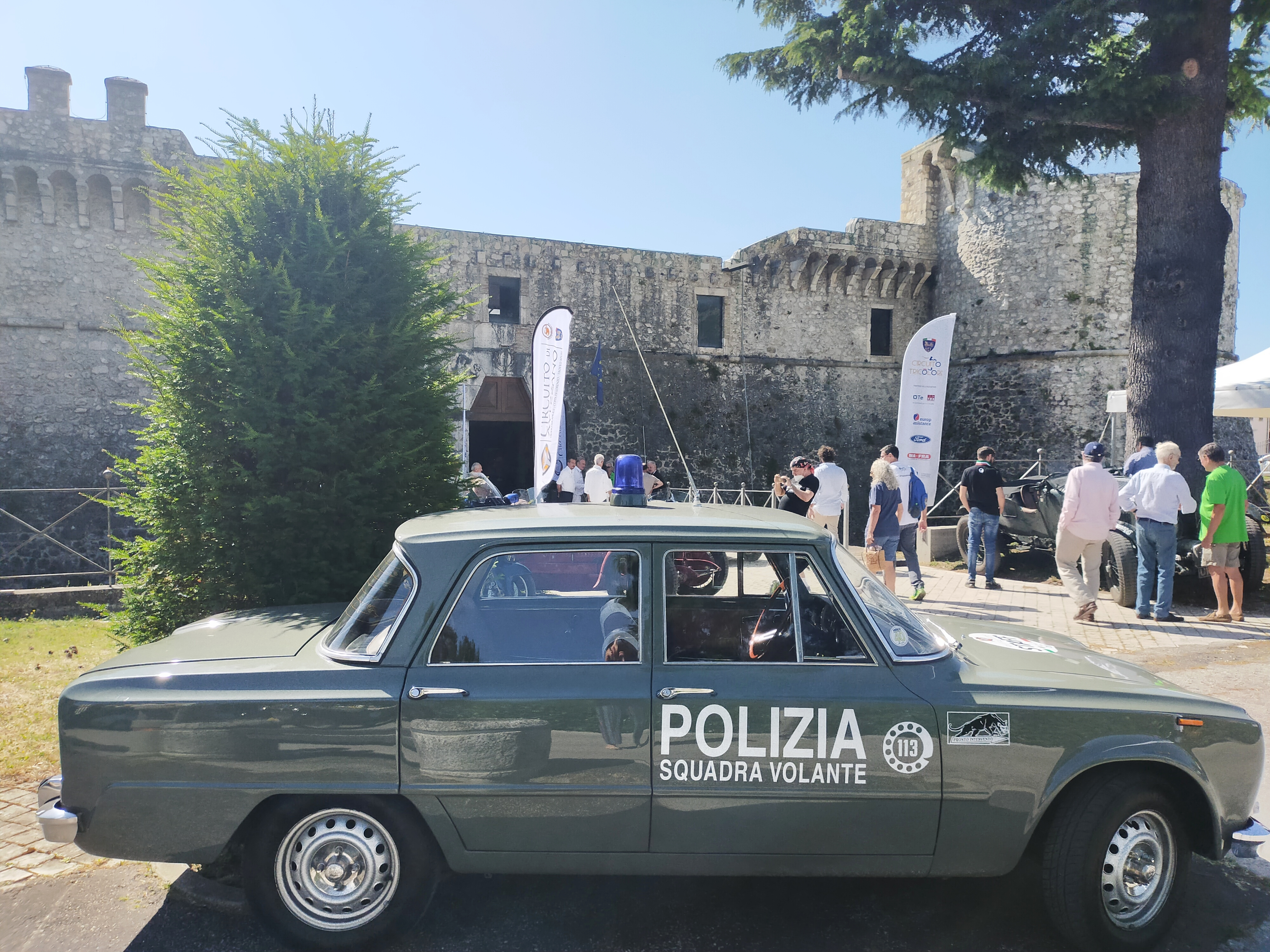
Una Giulia della squadra Volante con i colori d'epoca

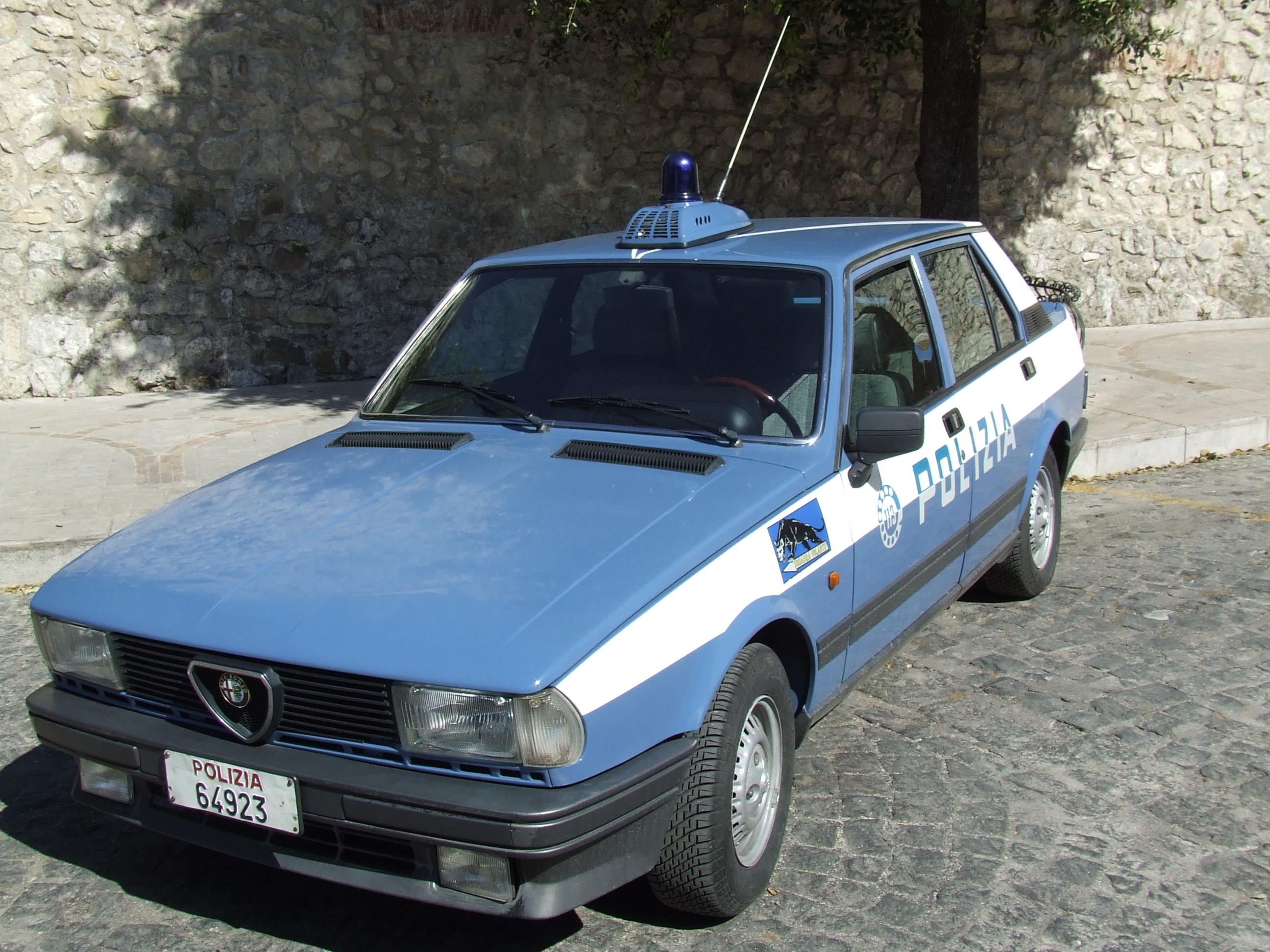
Alla fine degli anni settanta, durante il ministero Cossiga, le auto furono ridipinte nella nuova livrea bianco-azzurra. L'appena creata Alfa Romeo Giulietta entrò in dotazione direttamente con i nuovi colori

### Gli anni sessanta: il ruolo di Angelo Vicari e lo sviluppo tecnologico
Gli anni sessanta, caratterizzati dai movimenti giovanili e dai cambiamenti della società, che al rifiorire dell'economia univa la revisione dei rapporti sociali, furono guidati nella polizia dalla figura del prefetto Angelo Vicari, che vi lasciò una traccia di fondamentale importanza. Nominato da Mario Scelba, Vicari era il più giovane prefetto d'Italia.
Con Vicari nacque la polizia criminale ("criminalpol"), inizialmente come una divisione per il coordinamento (concetto ancora una volta mutuato da altri corpi stranieri) dell'Interpol con alcuni servizi investigativi interni. Si ebbe inoltre una revisione dell'organizzazione delle scuole di istruzione, costituite in divisione autonoma, e la trasformazione della Scuola superiore di Polizia nell'Accademia di Polizia. In questa si formavano gli ufficiali militari, poiché l'amministrazione risultava divisa, nelle carriere, nella formazione e nelle mansioni, fra le funzioni militari e quelle più propriamente di polizia.
Gli ufficiali furono addestrati e gestiti in modo affine agli ufficiali dei carabinieri e, come per questi, una scelta aliquota veniva anche inviata presso la Scuola di guerra dell'esercito, per l'esigenza di mantenere aggiornata e coordinata la potenzialità di impiego bellico del Corpo (e soggettivamente per l'accesso ai gradi più elevati).
Nonostante le condizioni del trattato di Parigi fra l'Italia e le potenze alleate imponessero una pesante limitazione del numero di soldati che l'Italia poteva arruolare – che influì anche sugli organici del corpo – nacquero varie specialità, mentre le questure specializzavano apposite squadre dedicate ad alcune tipologie d'impiego: le squadre volanti, mobili, omicidi e molte altre, distinte per competenze. Ci furono però alcuni esempi che diedero un certo prestigio al corpo, come il caso di Armando Spatafora unico autorizzato alla guida in servizio dell'unica Ferrari (250 GT/E) nera, in dotazione alla Squadra mobile di Roma.
Se fino a metà degli anni sessanta le auto della polizia dovevano sostare in Questura oppure fermarsi alle centrali telefoniche sparse lungo le strade principali delle città, nel 1965 si decise di creare un sistema di radiocomunicazioni veicolare, in contatto radio con la centrale. La prima centrale radio fu insediata alla questura di Milano, dove fu installato un gigantesco apparecchio "Westinghouse 21" di fabbricazione statunitense; l'iniziale della marca Westinghouse ("W") - però - entrò nell'uso comune, e veniva resa nel codice radiofonico come "Doppia Vela" e "Doppia Vela 21". Questo divenne perciò il nome in codice della centrale, mentre le auto desumevano i loro nominativi in codice radio dalla marca degli apparecchi di bordo, "Iris". Nel mercato entrarono presto - con nuove tecnologie di radiocomunicazione - una serie di produttori italiani, fra i quali Prod-El ed OTE. La centrale - che coincideva con la sala operativa - svolgeva quindi la funzione di centro di raccolta e smistamento interattivo delle informazioni necessarie per un pronto intervento nelle aree urbane di competenza, e presto sarebbe diventata il terminale del numero unico di pronto soccorso, il 113, istituito nel 1969.
Anche gli armamenti in dotazione erano alquanto superati; la pistola Beretta M51 sostituì completamente la 34 e la sua versione in 7,65 browning, (la "35") nel giro di alcuni anni, tuttavia vi furono talvolta problemi di approvvigionamento per le cartucce calibro 9 × 19 mm Parabellum.
I Beretta MAB 38, i cui caricatori restavano spesso vuoti, svolgevano esclusivamente un ruolo di deterrenza visiva, essendo del tutto innocui per mancanza di munizioni.

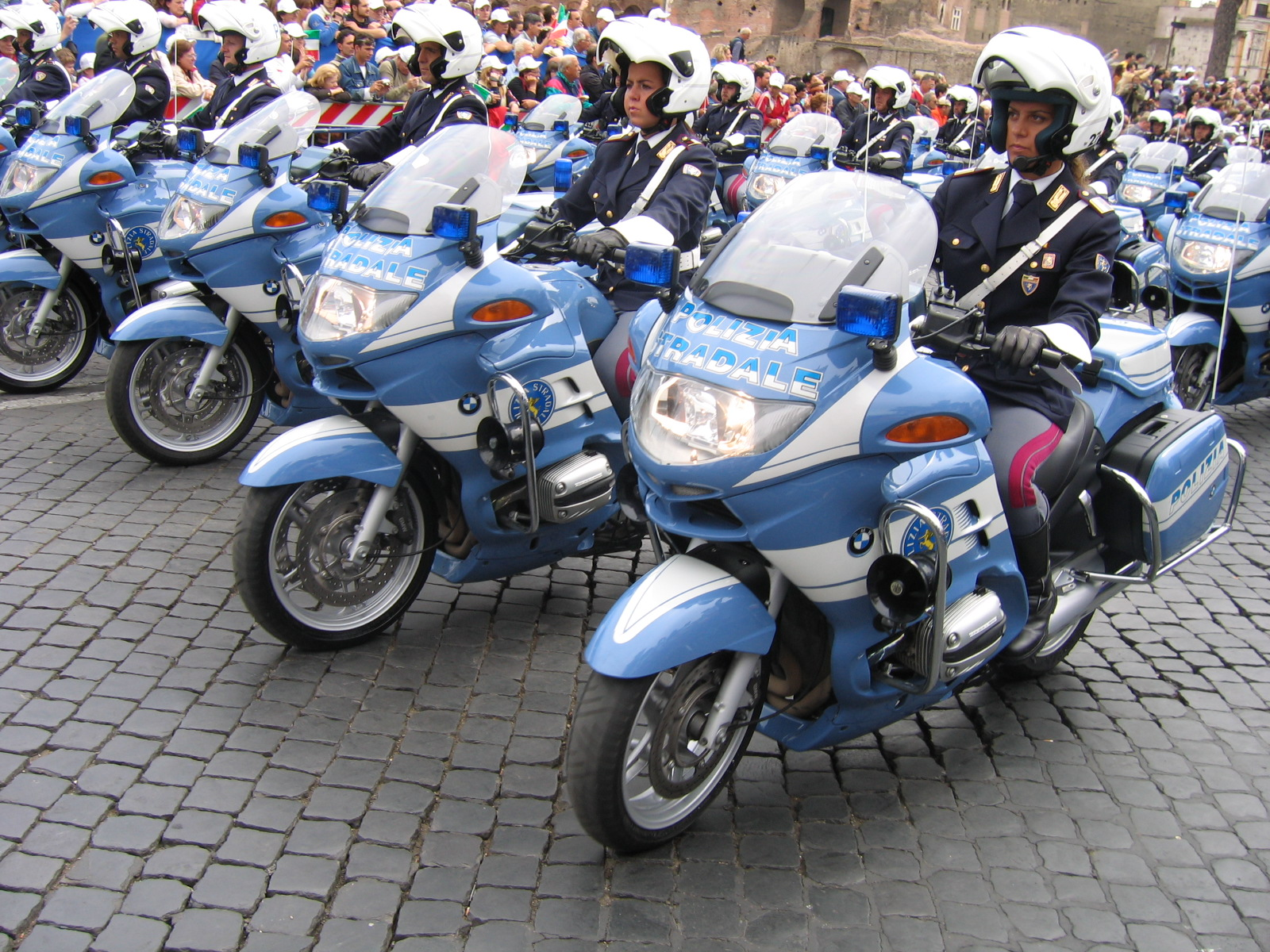
Reparti motomontati della Polizia stradale

### La contestazione e gli anni di piombo
A partire dal "sessantotto", si ebbero vari scontri con movimenti ed associazioni studentesche; dai primi disordini scoppiati alla facoltà di Architettura dell'Università di Roma – La Sapienza, si passò a violenze stradali di crescente frequenza in tutte le principali città italiane, in una vera Guerra civile che vedevano la polizia costretta in pratica a organizzare vere e proprie azioni anti-guerriglia. Fu accelerato lo studio dei proiettili lacrimogeni, una sorta di granate capaci di sprigionare appunto gas lacrimogeno, e per questo i reparti di ordine pubblico furono nuovamente dotati del fucile Carcano Mod. 91, cui venne applicato un piccolo tromboncino per questo tipo di lanci. Furono blindati auto e furgoni (poi chiamati direttamente «blindati»), si trovarono i fondi di bilancio per le pallottole e si introdusse la pistola mitragliatrice Beretta M12. Furono riveduti integralmente i servizi di anti-sabotaggio e scorta, e le schedature politiche furono potenziate. Le uniformi vennero unificate: se prima le forze impiegate in ordine pubblico indossavano il grigioverde, lasciando alle altre la «spezzata» (giubba blu e pantaloni grigio azzurri), tutte ora indossavano quest'ultima e anche i veicoli (prima grigi per l'ordine pubblico e verdi, anzi «verdoni», per il resto) furono tutti riverniciati con una nuova livrea bianco-celeste, e scomparvero le differenze fra le uniformi degli ufficiali e quelle del personale dei ruoli inferiori.

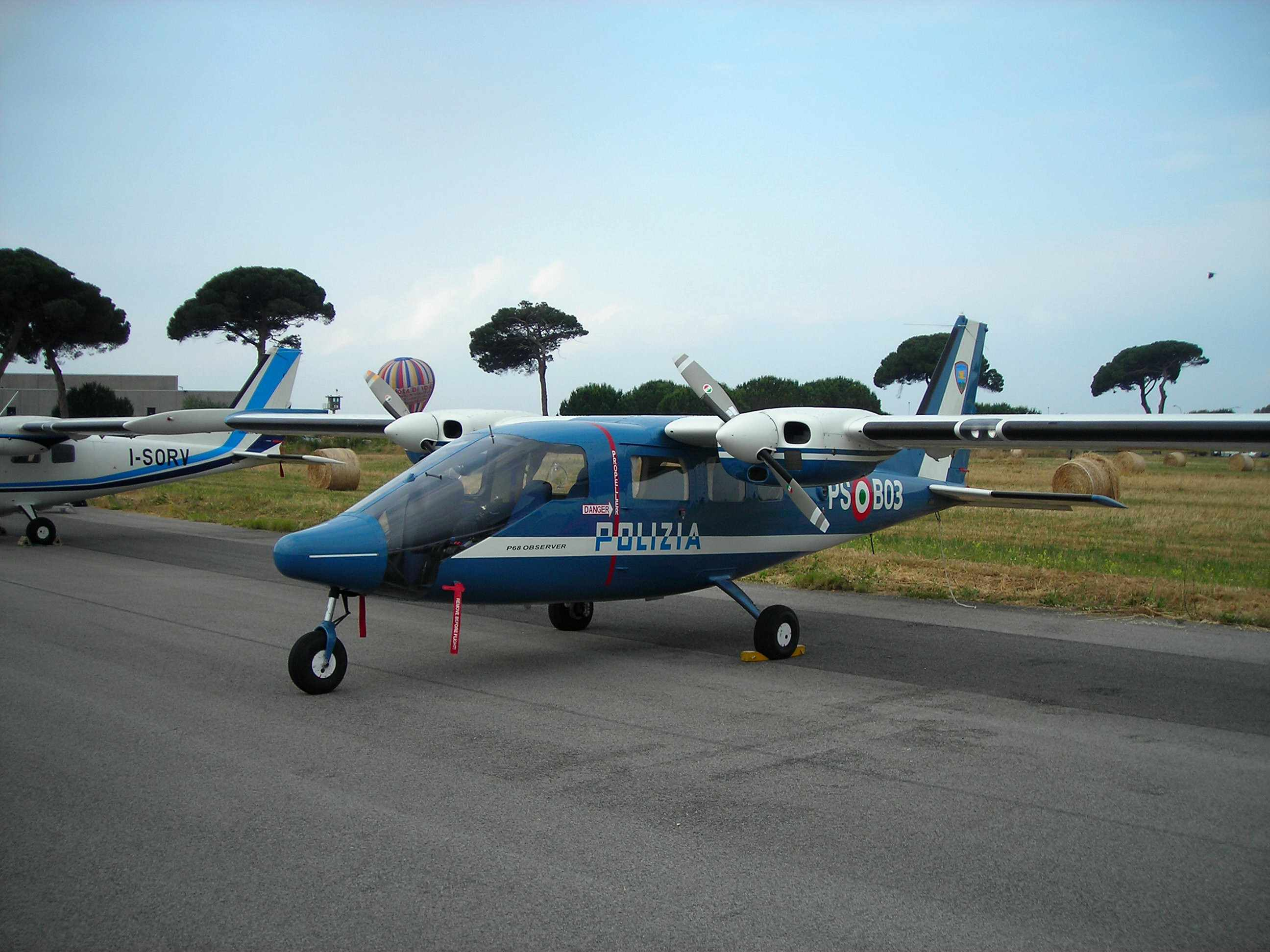
Il Reparto Volo, creato nel 1971, comprende elicotteri e aerei destinati a impieghi di vigilanza e ricognizione aerea, di soccorso alla cittadinanza, ma anche di trasporto di personale sia per missioni operative che di trasferimento.

Alla fine degli anni sessanta, segnata dalla contestazione studentesca, da quella operaia e dalla strage di piazza Fontana, gli organi di polizia finirono sotto inchiesta per la morte di Giuseppe Pinelli, avvenuta il 15 dicembre 1969, ferroviere e attivista anarchico morto cadendo da una finestra del quarto piano della Questura di Milano, durante le indagini sulla strage di tre giorni prima. Gli esponenti della sinistra extraparlamentare accusarono le forze dell'ordine di averlo gettato dalla finestra, in particolare il commissario Luigi Calabresi: questa ipotesi fu smentita da due istruttorie (la prima parlò di suicidio, la seconda di malore), ma per una parte della popolazione si trattava di omicidio e fu indicato nel commissario un capro espiatorio su cui scagliarsi.
Durante gli anni settanta si ebbero vertiginose espansioni del crimine e l'intensificarsi di episodi di terrorismo, tentativi di colpo di Stato, banditismo (sequestri di persona), contrabbando, traffico di stupefacenti, rapine, estorsioni, fenomeni mafiosi, proliferare del racket delle estorsioni e dell'usura, oltre all'effervescenza politica che per molti anni si tradusse in quotidiani scontri armati fra fazioni politiche e fra queste e il corpo di polizia, il decennio si aprì con l'omicidio di Luigi Calabresi nel 1972 in un agguato sotto casa.. I due omicidi e la tensione politico-sociale attorno ad esse lasciavano prevedere che i rapporti fra una parte della cittadinanza e le istituzioni si sarebbero pesantemente incrinati.
Gli eventi del decennio vennero definiti di "anni di piombo"; durante tale periodo le forze di polizia italiane, registrarono un incremento di perdite (77 agenti di P.S., 27 carabinieri, 5 agenti di custodia e 4 guardie giurate). L'emergenza fu affrontata dai governi in carica con alcune manovre legislative, che conferivano poteri più elastici agli agenti (ad esempio in materia di fermo di indiziato di delitto), arroventandosi la polemica sulla legge Reale e sulla supposta «svolta autoritaria», mentre amministrativamente furono ristrutturate le branche dedicate alla lotta al terrorismo. Nacque l'UCIGOS, operante sul territorio attraverso le DIGOS di ciascuna questura e attraverso i NOCS, corpo d'élite di pronto impiego per operazioni speciali.
La riforma dei servizi segreti italiani - operata ai sensi della legge 24 ottobre 1977, n. 801 - che da un lato ne centralizzava al governo il controllo politico diretto con la sottomissione al CESIS, ma dall'altro apriva a facilitazioni operative per il coordinamento dell'azione dei servizi e delle forze - aprì la speranza degli operatori alla prospettiva di una riforma anche della polizia. Funzionari e agenti reclamavano dallo Stato, con voce sempre più pressante, una revisione delle condizioni di lavoro, di inquadramento di carriera, di snellimento e facilitazione delle mansioni, oltre a un miglior rispetto della incombenza di sacrificio in cui si trovavano, peraltro per stipendi indecorosi, per ragione di professione.

### La riforma del 1981 e la smilitarizzazione

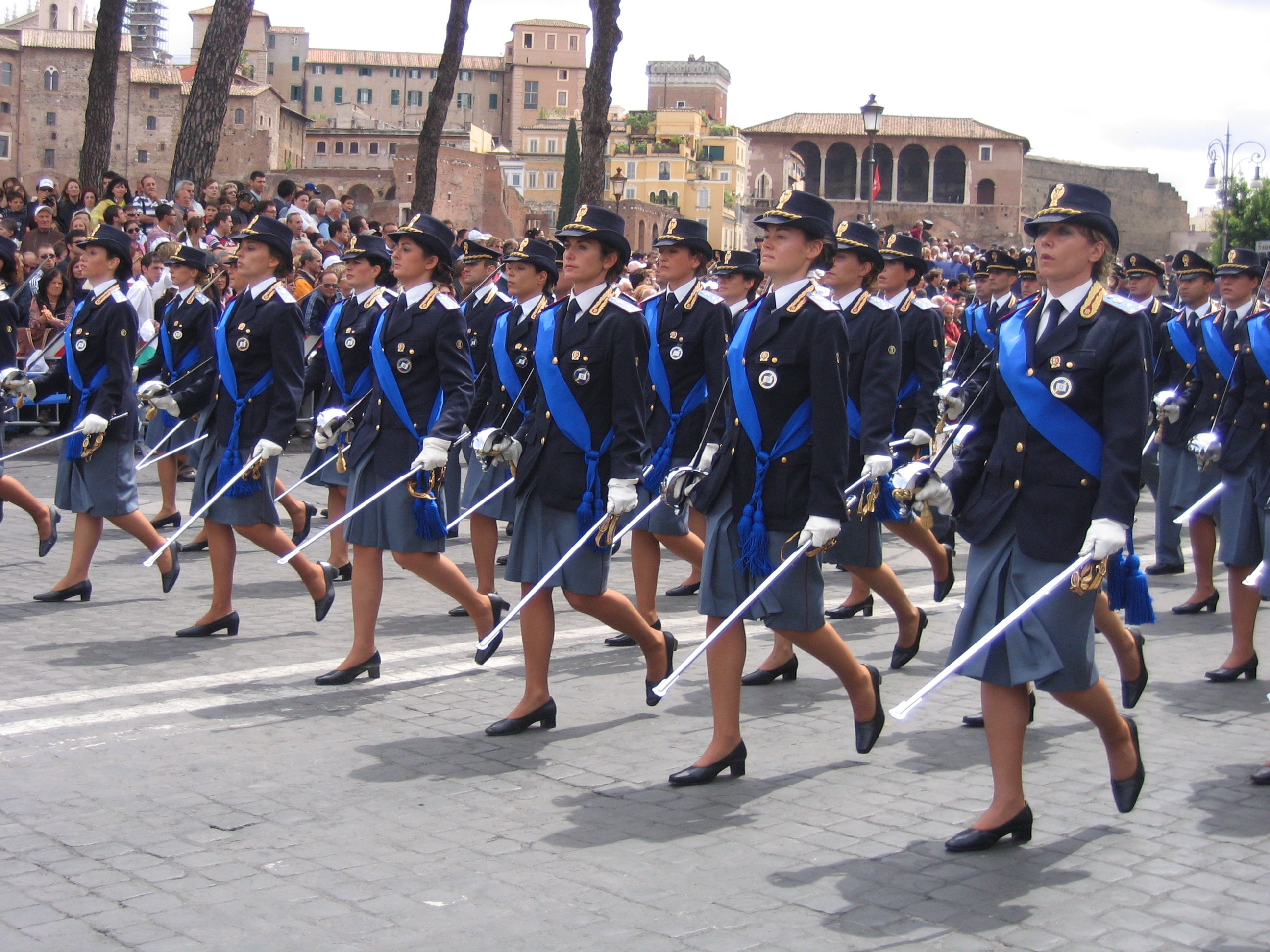
Con la riforma del 1981, la Polizia di Stato non è più un corpo militare, ma preserva la sua tradizione militare che ha nell'istruzione formale uno dei suoi punti d'onore. Nella foto un impeccabile allineamento di poliziotte alla Festa della Repubblica 2007.

All'inizio degli anni ottanta, con la riforma avvenuta con la legge 1º aprile 1981, n. 121 detta anche “Legge Felsani”– che ebbe come maggiore promotore il generale Enzo Felsani determinato nel tutelare i diritti dei poliziotti in tutta Italia  – venne riorganizzato lo status (da corpo a ordinamento militare a civile) e la struttura della polizia italiana. Fino ad allora infatti, sotto il generico termine «polizia» venivano raggruppati soggetti appartenenti a tre distinte organizzazioni:
- Gli ufficiali, i sottufficiali e i militari di truppa del «Corpo delle guardie di Pubblica Sicurezza», che gestivano, secondo i rispettivi livelli di responsabilità, i servizi di polizia giudiziaria e ordine pubblico, nonché le specialità della Polizia stradale, Polizia ferroviaria, Polizia di frontiera, Polizia postale.
- I funzionari della P.S., funzionari civili che avevano la responsabilità della gestione degli uffici del Dipartimento della P.S. e che nelle questure e nei commissariati avevano la responsabilità della conduzione degli uffici e dei servizi di polizia giudiziaria e ordine pubblico.
- Le ispettrici e le assistenti del Corpo di polizia femminile, funzionarie civili, che si occupavano di prevenzione e repressione dei reati in materia di buon costume, donne e minori.

Questa riforma della “Legge Felsani” era stata preceduta da una campagna rumorosa: mentre stavano nascendo le organizzazioni terroristiche, sfilavano i cortei che chiedevano il disarmo delle forze di polizia. Per giustificare questa presa di posizione gli esponenti politici affermarono che era meglio se la polizia fosse rimasta disarmata durante le manifestazioni sindacali, al fine di evitare incidenti. Riorganizzare lo status e la struttura della polizia italiana era necessario, e anche la smilitarizzazione.
Con la riforma ”Felsani” le tre diverse componenti furono fuse nel corpo quale «corpo civile militarmente organizzato» per la tutela dello Stato e dei cittadini da reati e turbative dell'ordine pubblico. Veniva ufficializzato l’ingresso delle donne nella Polizia di Stato, non più in un'organizzazione ad hoc. Il Corpo acquisiva un ordinamento civile (le mostrine non avevano più la stella, simbolo dei corpi militari, sostituita dal monogramma «RI» con arruolamento aperto a uomini e donne. Il divieto di far parte e di iscriversi a organizzazioni politiche o sindacali fu in parte mitigato dalla possibilità di costituire sindacati interni.
I gradi militari del Corpo di P.S. furono sostituiti dalle qualifiche: gli appuntati di P.S. e le guardie di P.S. assunsero le denominazioni di assistenti e agenti, i sottufficiali di P.S. furono inquadrati, in base al grado rivestito, nei neo-costituiti ruoli degli ispettori e sovrintendenti mentre gli ufficiali di P.S. furono inglobati tra i funzionari e gli ufficiali superiori tra i dirigenti. La riforma introdusse l'organizzazione del personale in 3 differenti ruoli organizzativi: ruolo di polizia, ruolo tecnico/tecnico-scientifico e ruolo sanitario. Inoltre furono anche rivisti i provvedimenti disciplinari avverso gli appartenenti al Corpo.

### Gli anni 2000 e le inchieste giudiziarie

Stemma utilizzato dalla Polizia di Stato dal 1991 al 2007

A partire dai primi anni 2000, in seguito ad alcuni avvenimenti quali i fatti della scuola Diaz e dei processi e decisioni giudiziarie sul G8 di Genova, ma anche di alcuni episodi di cronaca nera avvenuti tra il 2005 e il 2006 quali il caso Aldrovandi, e la morte di Riccardo Rasman, in Italia è iniziato un dibattito circa la necessità di garantire lo stato di diritto e rendere obbligatorie divise che permettano l'identificazione degli agenti o strumenti di ripresa indossabili dagli stessi.
Nel 2013 e nel 2014 diverse polemiche sorsero in seguito al comportamento di agenti e sigle sindacali di categoria durante alcuni processi giudiziari, come quello relativo ad Aldrovandi ed alla morte di Stefano Cucchi.
Nel 2018 fu presentata alla stampa YouPol, un'applicazione gratuita per terminali mobili con sistemi iOS e Android, che permette ai cittadini di comunicare con la Sala Operativa della Questura locale e di inoltrare segnalazioni inerenti fatti di spaccio di sostanze stupefacenti, bullismo e violenza commessa all'interno delle mure domestiche. Le segnalazioni vengono automaticamente associate alla posizione del terminale e possono essere effettuate anche in forma anonima, allegando eventualmente immagini o file video.

## Organizzazione

### I vertici
A capo della Polizia di Stato è posto un prefetto, con la qualifica di capo della polizia – direttore generale della pubblica sicurezza. Egli è anche Presidente onorario dell'Associazione nazionale Polizia di Stato. L'attuale capo della Polizia è Vittorio Pisani.
Lo affiancano altri tre prefetti con qualifica di vice capo della polizia e il capo di gabinetto:
- vice direttore generale per l'espletamento delle funzioni vicarie; proveniente per legge dall'aliquota dei prefetti nominati dai ruoli della Polizia di Stato. Attualmente è il Dirigente generale di pubblica sicurezza e prefetto Carmine Belfiore.
- vice direttore generale per l'attività di coordinamento e di pianificazione. Attualmente è il prefetto Stefano Gambacurta.
- vice direttore generale – direttore centrale della direzione centrale della polizia criminale. Attualmente è il Dirigente generale di pubblica sicurezza e prefetto Raffaele Grassi.

Come previsto dalle regole dell'ordinamento ministeriale, il Dipartimento della pubblica sicurezza è organizzato in direzioni centrali e in uffici di pari livello, anche a carattere interforze. Dal Dipartimento dipendevano anche le Direzioni interregionali della Polizia di Stato – in tutto sette – soppresse ai sensi del, comma 430, della legge 27 dicembre 2006, n. 296, a decorrere dal 1º dicembre 2007 e le relative funzioni sono ripartite tra le strutture centrali e periferiche della stessa amministrazione, con esse è stata soppressa la qualifica di dirigente generale della pubblica sicurezza di livello B (equivalente al generale di corpo d'armata). Nelle stesse sedi sono stati istituiti i Servizi tecnico logistici e patrimoniali della Polizia di Stato, diretti da dirigenti superiori (qualifica equivalente al generale di brigata).

### Direzioni e uffici

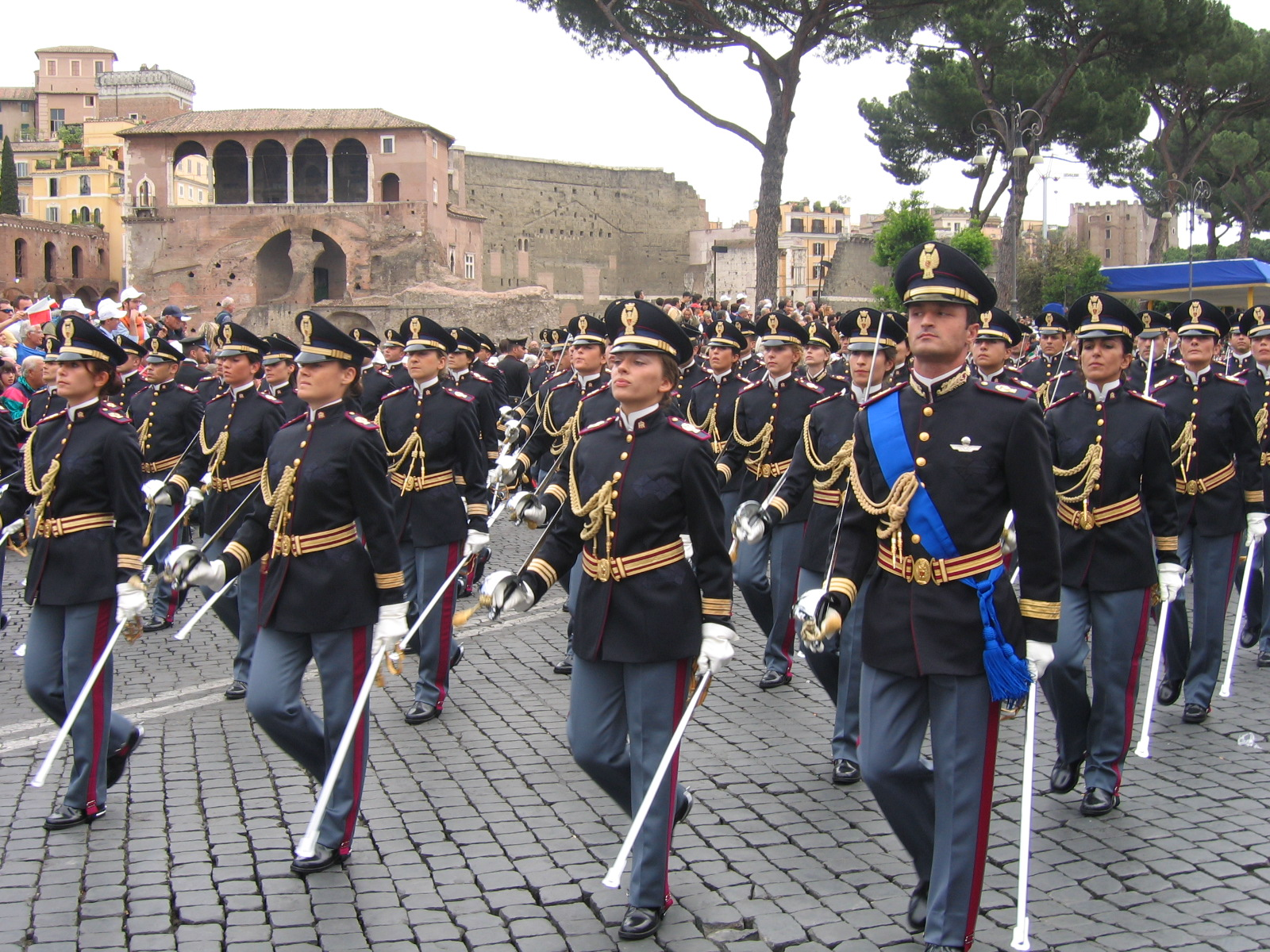
Commissari della Scuola superiore di Polizia in parata

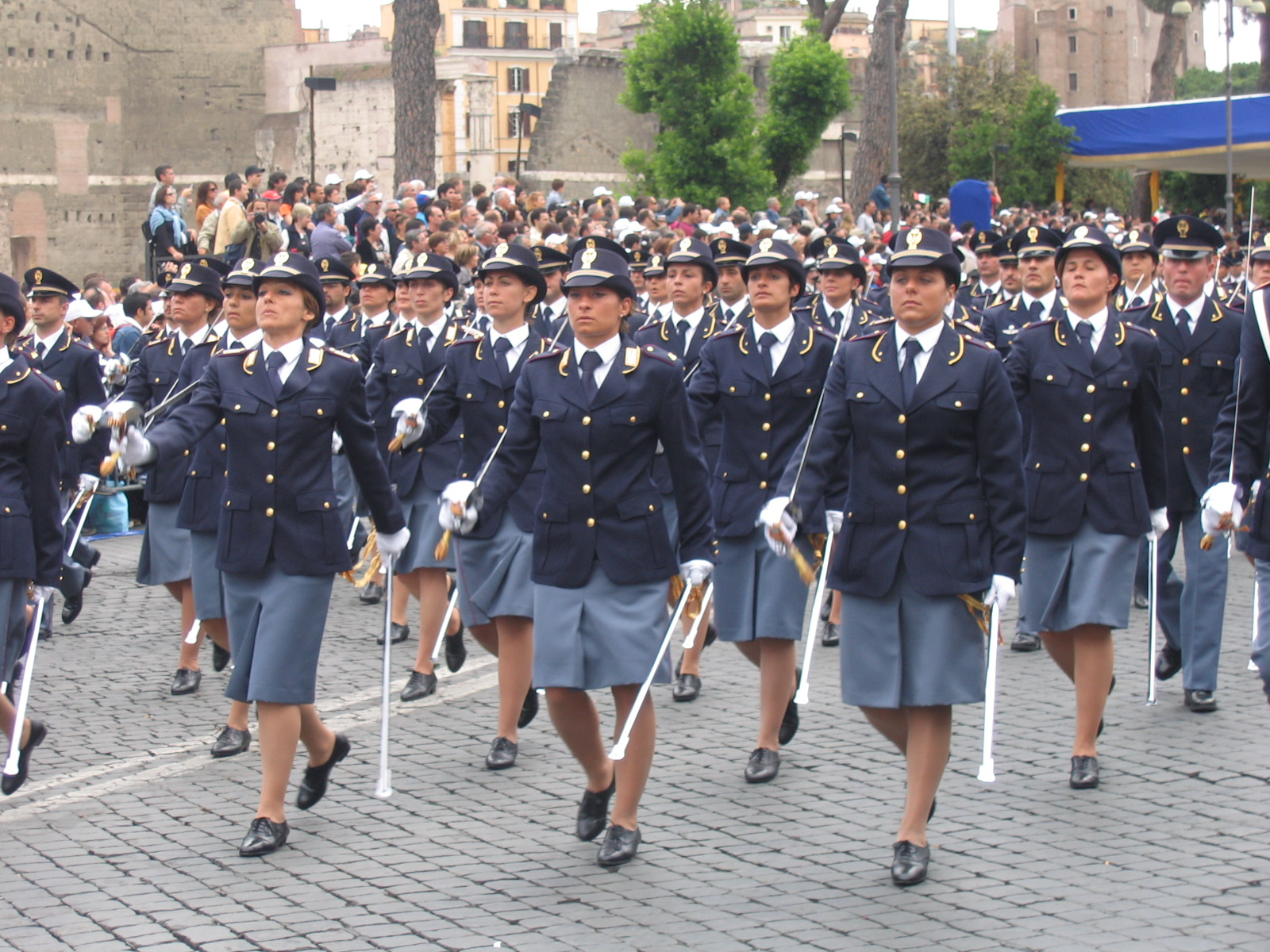
Allievi vice-ispettori dell'Istituto per ispettori di Nettuno in parata

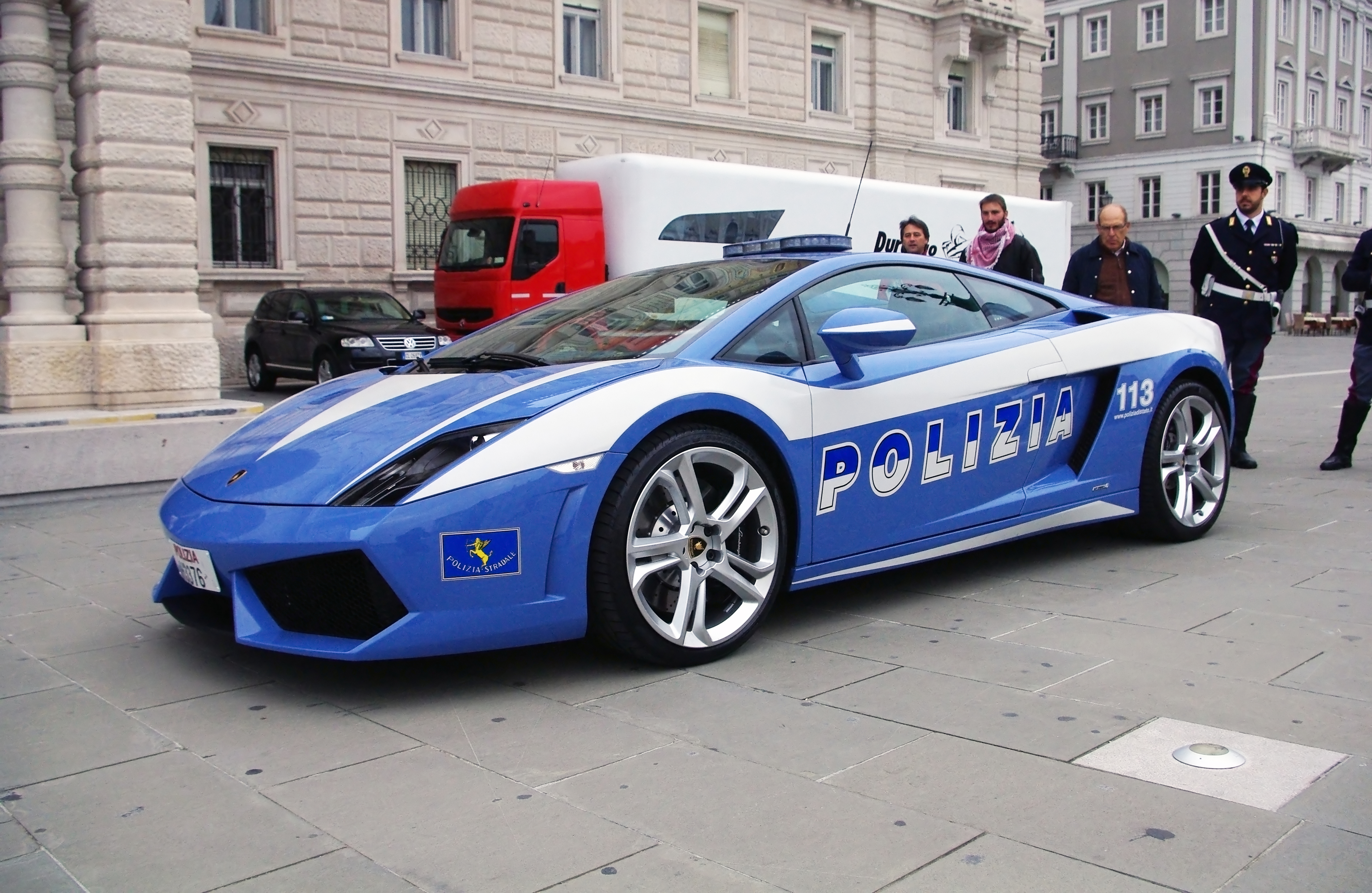
Una Lamborghini Gallardo della Polizia di Stato, utilizzata per il pronto intervento e trasporto organi, posteggiata in piazza dell'Unità d'Italia a Trieste

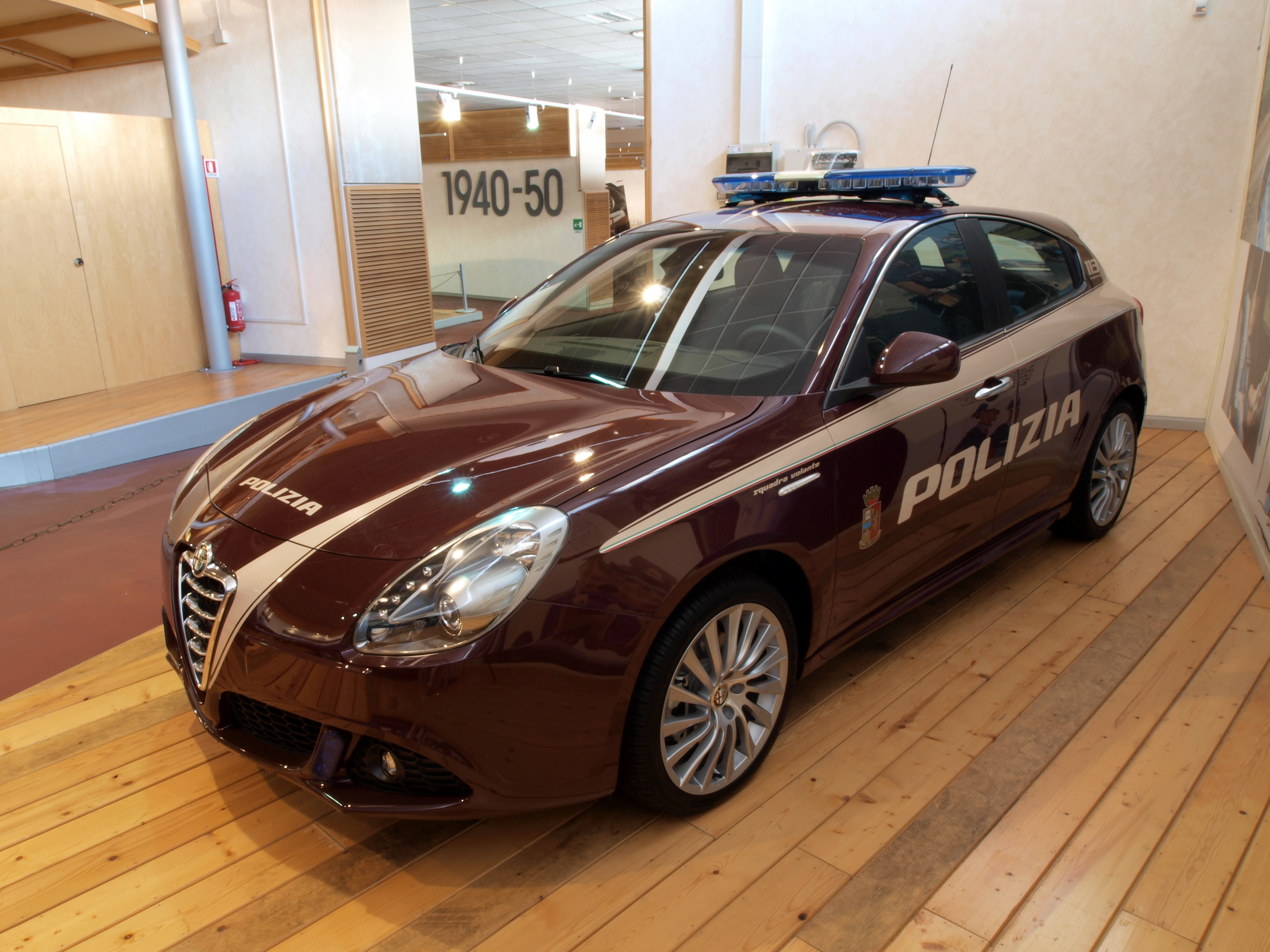
Prototipo di Giulietta della Squadra volante della Polizia di Stato, in una particolare livrea amaranto.

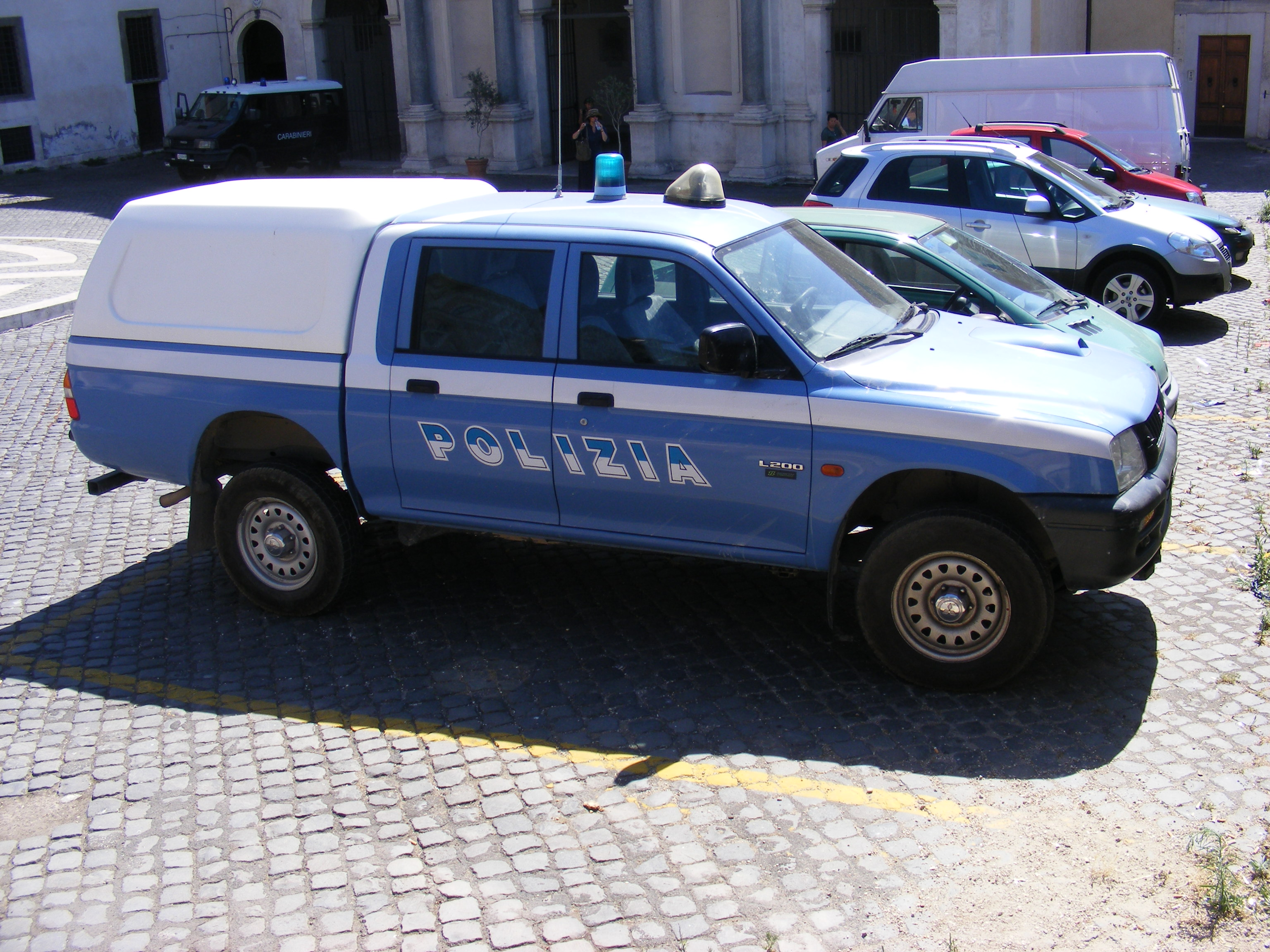
Una Mitsubishi L200 della Polizia di Stato

La riorganizzazione della Polizia di Stato ha consentito il potenziamento e la ulteriore specializzazione di diverse branche operative, distinte in apposite divisioni o reparti di specialità. Questi dipendono dalle apposite direzioni e uffici tutti inquadrati nel Dipartimento della pubblica sicurezza.
- Ufficio per l'amministrazione generale
  - Polizia amministrativa (PASI)
- Ufficio centrale ispettivo
- Direzione centrale per gli affari generali
- Direzione centrale della Polizia di prevenzione
  - Nucleo operativo centrale di sicurezza
  - DIGOS
- Direzione centrale per la polizia stradale, ferroviaria, delle comunicazioni e per i reparti speciali
  - Polizia ferroviaria
  - Polizia postale e delle comunicazioni (ex Polizia Postale)
  - Polizia stradale
  - Reparti mobili della Polizia di Stato (ex reparti celeri della Polizia di Stato ed ex battaglioni celeri del Corpo delle guardie di P.S.)
  - Servizio aereo della Polizia di Stato
  - Centro nautico e sommozzatori
  - Reparto artificieri della Polizia di Stato
  - Reparto a cavallo della Polizia di Stato
  - Reparto cinofili della Polizia di Stato
  - Nuclei tiratori scelti
  - Polizia alpina (Centro addestramento alpino di Moena)
- Direzione centrale dell'immigrazione e della polizia delle frontiere
  - Polizia dell'immigrazione e delle frontiere
- Uffici speciali di Pubblica Sicurezza:
  - Ispettorato Palazzo del Viminale
  - Ispettorato Senato della Repubblica e Camera dei deputati
  - Ispettorato di pubblica sicurezza "Vaticano"
  - Ispettorato Palazzo Chigi (Presidenza del Consiglio dei ministri)
  - Ispettorato Presidenza della Regione Siciliana
- Direzione centrale per le risorse umane
- Direzione centrale per gli istituti d'istruzione[32]
  - Scuola superiore di Polizia (ex Istituto superiore di Polizia e Accademia guardie di P.S.)
  - Scuole per allievi ispettori
  - Scuole per allievi agenti
  - Centri di addestramento
- Direzione centrale di sanità
- Direzione centrale dei servizi tecnico-logistici e della gestione patrimoniale
- Direzione centrale per i servizi di ragioneria
- Direzione centrale anticrimine
  - Servizio centrale operativo
  - Servizio Centrale Anticrimine
  - Servizio di polizia scientifica
    - Unità di analisi del crimine violento

  - Servizio controllo del territorio
    - Ufficio prevenzione generale e soccorso pubblico
      - Squadra volante

    - Reparto prevenzione crimine
      - Unità operative di pronto intervento
- Direzione investigativa antimafia
- Direzione centrale per i servizi antidroga
- Direzione centrale della polizia criminale
  - Centro elaborazione dati
  - Centri raccolta regionale e interregionale della Polizia di Stato
  - Elenco dei latitanti di massima pericolosità
- Ufficio centrale interforze per la sicurezza personale
- Ufficio per il coordinamento e la pianificazione delle Forze di polizia

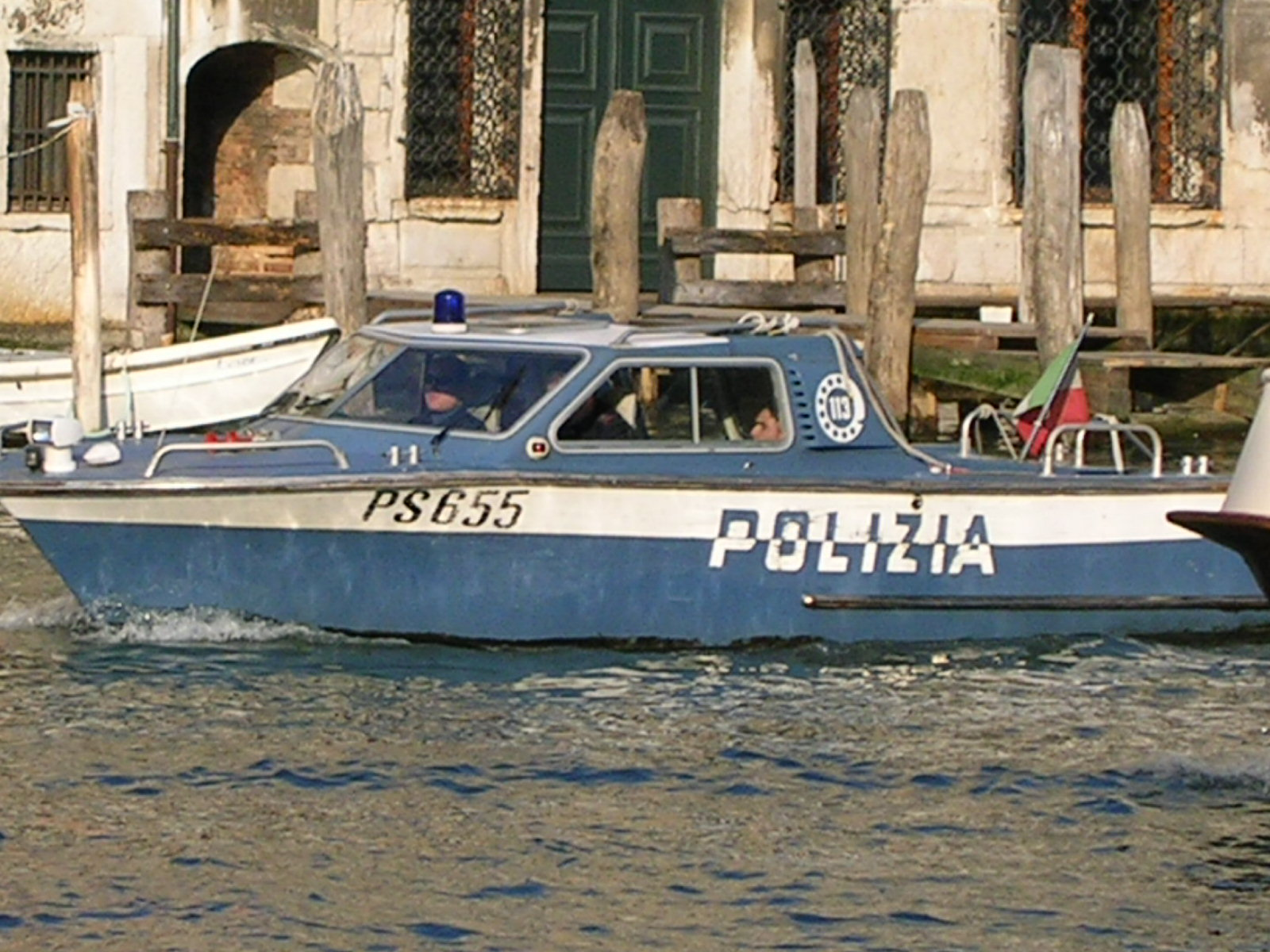
La Polizia di Stato dispone anche di un servizio marittimo, che svolge attività di vigilanza e soccorso alle dipendenze delle competenti Questure. A questo servizio si affianca il Reparto Operativo Sommozzatori, che ha sede a La Spezia.

## Compiti istituzionali
In quanto autorità di pubblica sicurezza, oltre a vigilare sull'ordine pubblico e provvedere al mantenimento della sicurezza cittadina, fornisce soccorso a soggetti pubblici e privati in caso di infortuni, e favorisce la risoluzione pacifica dei dissidi tra privati.
Si occupa inoltre di addestrare presso le sue strutture, personale appartenente ad altri Corpi, ovvero la Guardia di Finanza e l'Arma dei Carabinieri, relativamente alla repressione delle infrazioni al Codice della strada presso il Centro Addestramento della Polizia di Stato sito in Cesena.
Tra le altre cose, i compiti precisi variano per ciascun reparto e per ogni specialità del corpo.
È membro dell'Istituto europeo per le norme di telecomunicazione (ETSI).

### Progetto Icaro
Dal 2001, la Polizia di Stato è impegnata nel Progetto Icaro, la campagna di educazione stradale rivolta agli studenti delle scuole di ogni ordine e grado e realizzata in collaborazione con il Laboratorio di Psicologia Sperimentale Applicata dell'Università degli studi di Roma La Sapienza, il Ministero delle infrastrutture e dei trasporti, il Ministero dell'istruzione e del merito, il Moige, la Fondazione ANIA per la sicurezza stradale, la Federazione Ciclistica Italiana, la società Autostrada del Brennero, Enel Green Power e il Gruppo ASTM.
La validità del progetto Icaro è stata confermata dagli studi di efficacia prodotti dal Laboratorio di Psicologia Sperimentale Applicata, diretto dalla professoressa Anna Maria Giannini. Nel corso degli anni, il progetto ha raggiunto circa 200.000 studenti nel contesto scolastico, mentre altre centinaia di migliaia sono entrati in contatto con il progetto per il tramite degli eventi collaterali, compresi quelli offerti per il tramite del Pullman Azzurro, l'aula multimediale mobile della Polizia di Stato.
Grazie ad un cofinanziamento della Commissione Europea, che ha adottato il progetto della Polizia di Stato italiana, è stato sviluppato il progetto Icarus, che coinvolge 16 Paesi europei ed ha permesso la realizzazione del film Young Europe, diretto da Matteo Vicino e prodotto dalla Polizia di Stato. Il tema trattato è quello della sicurezza stradale attraverso il racconto di storie parallele di giovani europei, ambientate in Italia, Francia, Spagna e Slovenia. Al progetto Icaro è associato un concorso nazionale rivolto a tutti gli studenti italiani sui temi della sicurezza stradale, i cui vincitori sono premiati nel corso di una cerimonia ufficiale.

## Personale

### Reclutamento

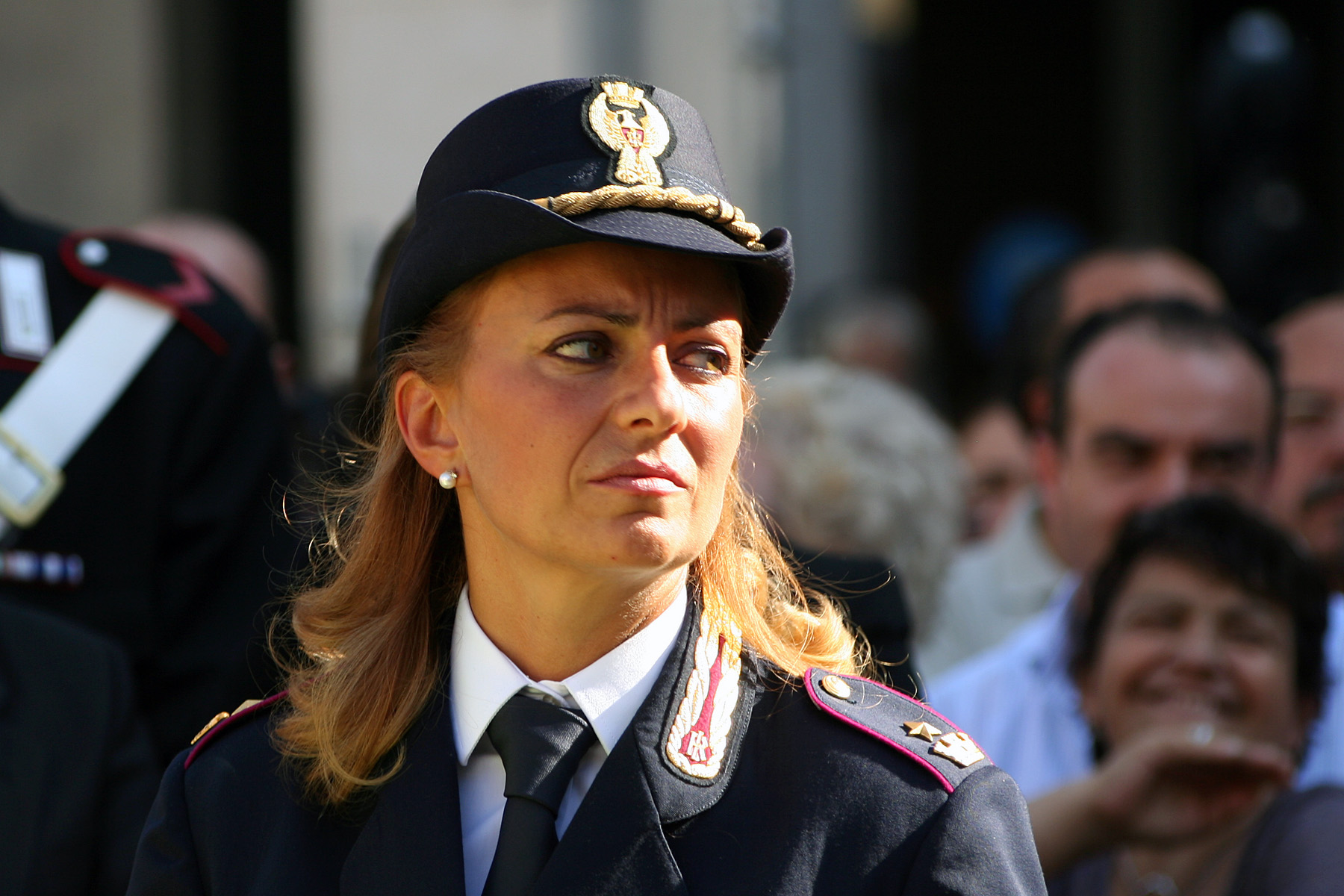
Una commissario capo della Polizia di Stato ai funerali di Luciano Pavarotti nel 2007 a Modena.

Si diviene agente della polizia di stato tramite concorso pubblico per titoli ed esami attraverso apposito bando, che a seconda della qualifica può avere delle aliquote riservate a personale già in servizio o ai figli delle "vittime del dovere". Dal 1º gennaio 2005, con la legge 23 agosto 2004, n. 226, i posti messi a concorso per allievo agente furono interamente riservati a coloro che stavano svolgendo o avevano svolto un periodo di ferma nelle forze armate italiane come volontari in ferma annuale (VFP1) o quadriennale (VFP4). Dal 1º gennaio 2016 i concorsi sono stati aperti ai civili, purché siano in possesso dei requisiti richiesti e di condotta incensurabile e rispettino i limiti di età, rimane comunque una riserva di posti per volontari in ferma prefissata delle forze armate.
Nello specifico, le modalità di accesso al corpo sono tuttora regolate da alcuni decreti del Ministero dell'interno: il d.m. 6 aprile 1999 n. 115, il d.m. 2 dicembre 2002 n. 276. I requisiti di idoneità psico-fisica sono stabiliti dal d.m. 30 giugno 2003 n. 198 mentre le materie oggetto della prova d'esame dal d.m. 28 aprile 2005 n. 129. Dopo aver vinto il concorso, a seconda del ruolo, i vincitori vengono inviati nelle varie strutture dedicate all'addestramento (ad esempio la scuola allievi agenti o la scuola superiore di polizia) con durata variabile a seconda della qualifica. Una disciplina generale è oggi anche contenuta nel d.lgs. 15 marzo 2010, n. 66 che prevede anche riserva in posti nei casi tassativamente indicati dalla legge.

### Iscrizione ai sindacati
Il personale del corpo, dopo la riforma del 1981, ha la possibilità di iscriversi a sindacati purché siano costituiti da soggetti appartenenti al corpo stesso. Sono tuttavia esclusi il diritto di sciopero e le azioni sostitutive dello stesso, limitatamente però al periodo di servizio, e che comunque possano pregiudicare esigenze di tutela dell'ordine e della sicurezza pubblica o le attività di polizia giudiziaria.
Tra i sindacati interni del personale della Polizia di Stato vi sono:
- il SIULP (Sindacato Italiano Unitario Lavoratori Polizia);
- il SAP (Sindacato Autonomo di Polizia) a cui è affiliato il LES;
- il SIAP (Sindacato Italiano Appartenenti Polizia);
- il SILP CGIL (Sindacato Italiano Lavoratori Polizia);
- L'FSP (ex UGL che raggruppa i seguenti sindacati: M.P. - P.N.F.D. - CONSAP - E.S. L.S.) Polizia di Stato;
- il COISP (Coordinamento per l'Indipendenza Sindacale delle forze di Polizia) che si presenta federato nel patto COISP/MOSAP/UPL Sicurezza.
- inoltre esistono numerose sigle minori

### Ruoli
L'ordinamento dei ruoli del personale è disciplinato dal DPR 24 aprile 1982, n. 335. In particolare l'art. 1 prevede i seguenti ruoli:
- ruolo degli agenti e assistenti;
- ruolo dei sovrintendenti;
- ruolo degli ispettori;
- carriera dei funzionari

Il DPR 24 aprile 1982, n. 337. (modificato dal D.M. del 03 agosto 2017) disciplina invece il ruolo che espleta servizio tecnico – scientifico. L'art. 1 prevede i seguenti ruoli equiparabili:
- ruolo degli agenti tecnici;
- ruolo dei assistenti tecnici;
- ruolo dei sovrintendenti tecnici;
- ruolo dei ispettori tecnici;

I ruoli del personale direttivo e dirigente sono invece disciplinati dal D.Lgs. 5 ottobre 2000, n. 334, modificato dal D.Lgs. 28 dicembre 2001, n. 477.
- ruolo dei direttori tecnici;
- ruolo dei dirigenti tecnici.

## Dotazione
I materiali in dotazione al personale sono stoccati e raccolti nei magazzini V.E.C.A. (acronimo di "Vestiario, Equipaggiamento, Casermaggio, Armamento"), dipendenti dalla Direzione centrale dei servizi tecnico-logistici e della gestione patrimoniale del Dipartimento della pubblica sicurezza.

### Sistema Radio
Il sistema di comunicazione radio a partire dalla fine degli anni ’70 e inizio ’80 fu rivoluzionato tecnologicamente con l'introduzione di tecnologie affidate all’azienda toscana O.T.E. di Firenze, "Officine Toscane Elettromeccaniche", creata da un gruppo di radioamatori. Fu scelta per le tecnologie che era in grado di produrre dato che aveva già progettato apparecchiature per uso militare.
Attraverso l'introduzione di selettive radio con standard ZVEI, si poteva identificare la pattuglia che chiamava la centrale e molte altre funzioni.
A causa del terrorismo ci fu inoltre l'esigenza di aumentare la segretezza delle comunicazioni e l'azienda TELSY di Torino, specializzata in sistemi di sicurezza in campo delle telecomunicazioni, venne scelta per creare delle schede in grado di criptare le comunicazioni radio. Ogni apparato radio venne dotato di questa tecnologia. Attualmente in molte città si sta lentamente abbandonando tale sistema radio per utilizzare la più moderna tecnologia digitale TETRA o DMR, che oltre alla sicurezza e segretezza delle comunicazioni permette una interconnessione con altre centrali radio, di linee telefoniche e di sistemi internet per l'accesso a banche dati, il tutto in piena mobilità.

### Armamento
Il personale ha in dotazione individuale una pistola d'ordinanza Beretta 92FS (cal. 9 × 19 mm Parabellum) e, come dotazione di reparto, una pistola mitragliatrice Beretta PMX, che dal 2018 ha sostituito la Beretta M12 (entrambe camerate in 9 × 19 mm Parabellum), mentre altri reparti specialistici (es. squadra mobile, UOPI, NOCS, reparti mobili, tiratori scelti) hanno accesso a vari tipi di armi o artifizi. Dopo un periodo di sperimentazione durato tre anni dal 2017 gli operatori della Polizia di Stato sono stati dotati dello spray al peperoncino. Dal 2018 in 12 città italiane è iniziata la sperimentazione del taser. Dal 14 marzo 2022 gli operatori della Polizia di Stato, insieme a quelli dell'Arma dei Carabinieri e della Guardia di Finanza, e alcune forze di Polizia Locale hanno ricevuto in dotazione il taser, inizialmente è stato fornito in 18 città italiane, da maggio dello stesso anno l'uso è stato poi esteso in modo graduale a tutti i reparti di tutto il territorio nazionale.

### Automezzi

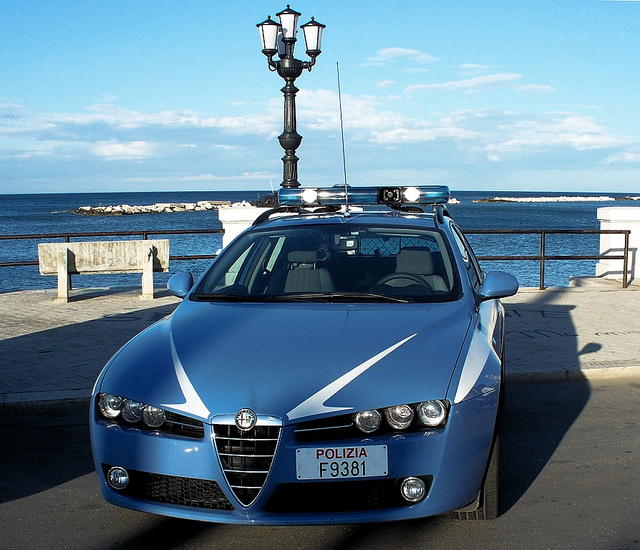
Un'Alfa Romeo 159 SportWagon della Polizia Stradale parcheggiata al lungomare di Bari

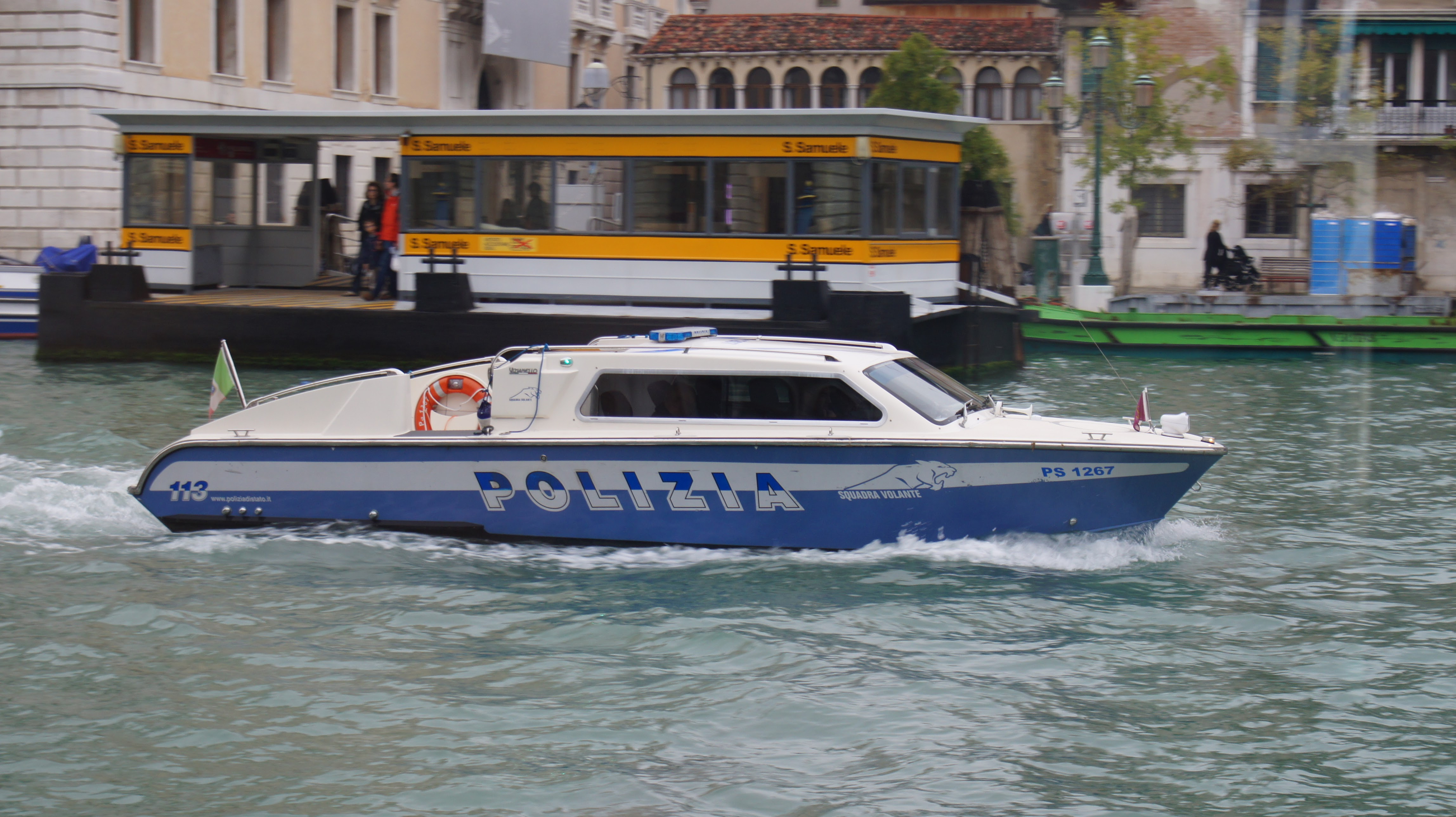
Una barca della polizia di stato a Venezia

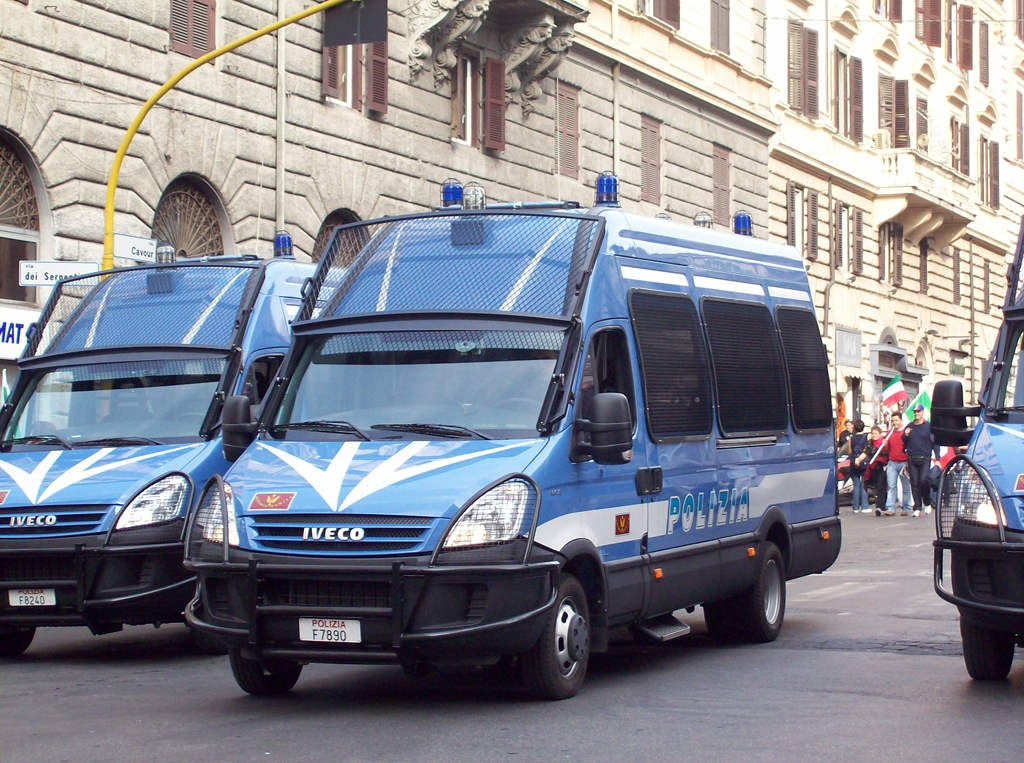
Iveco Daily 50C18V/P

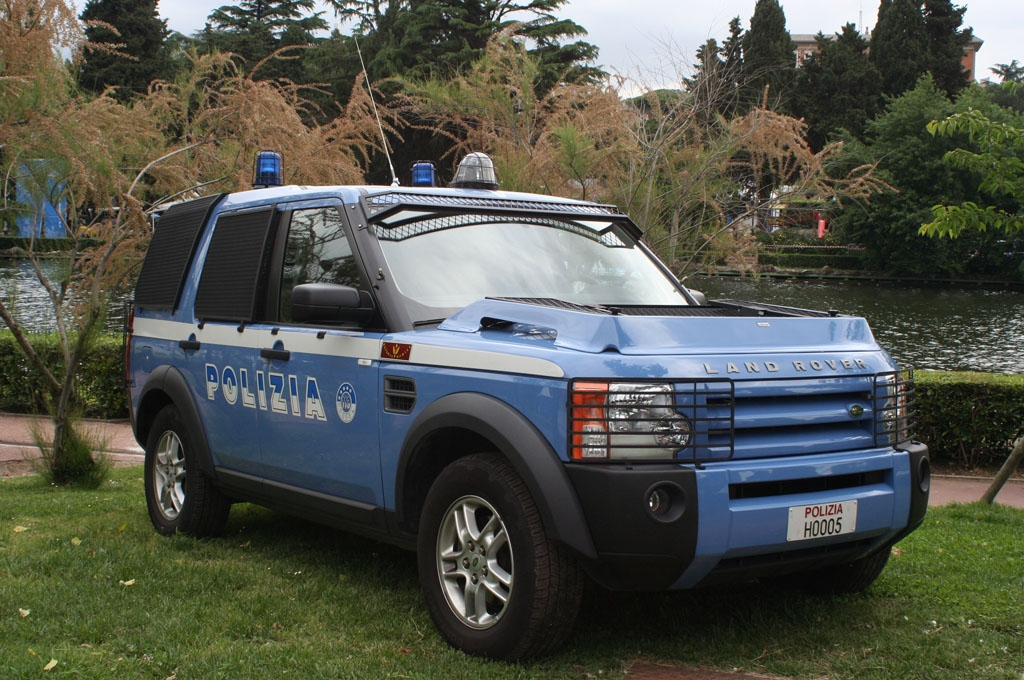
Land Rover Discovery

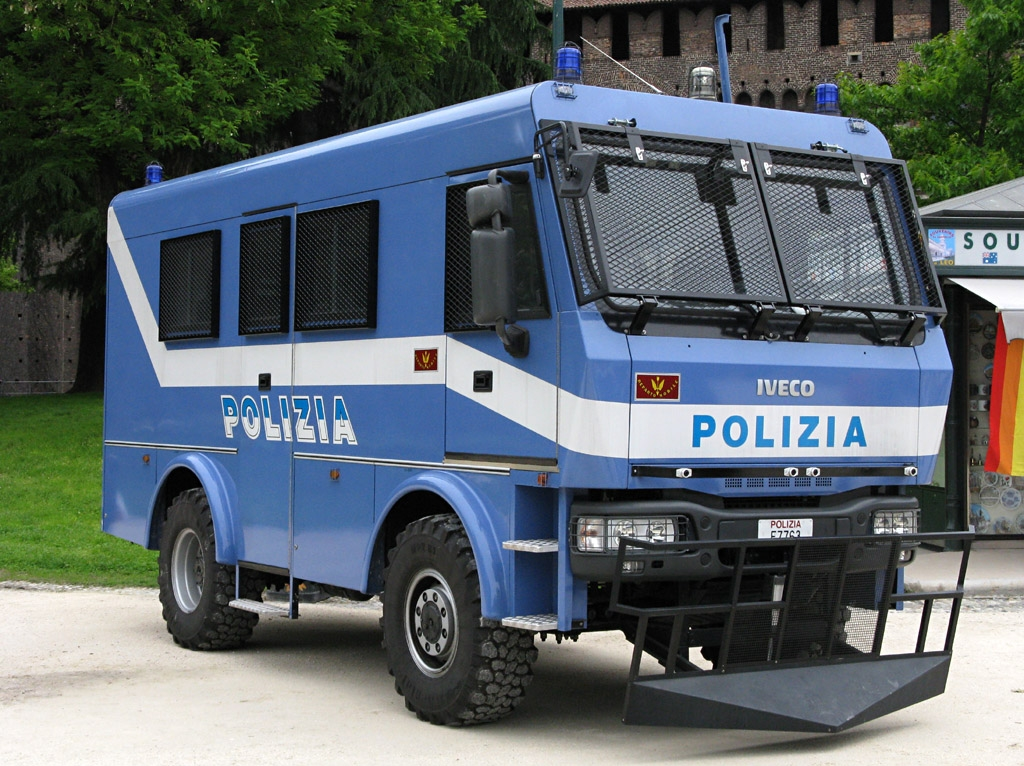
Iveco Eurocargo ML100E21 4X4

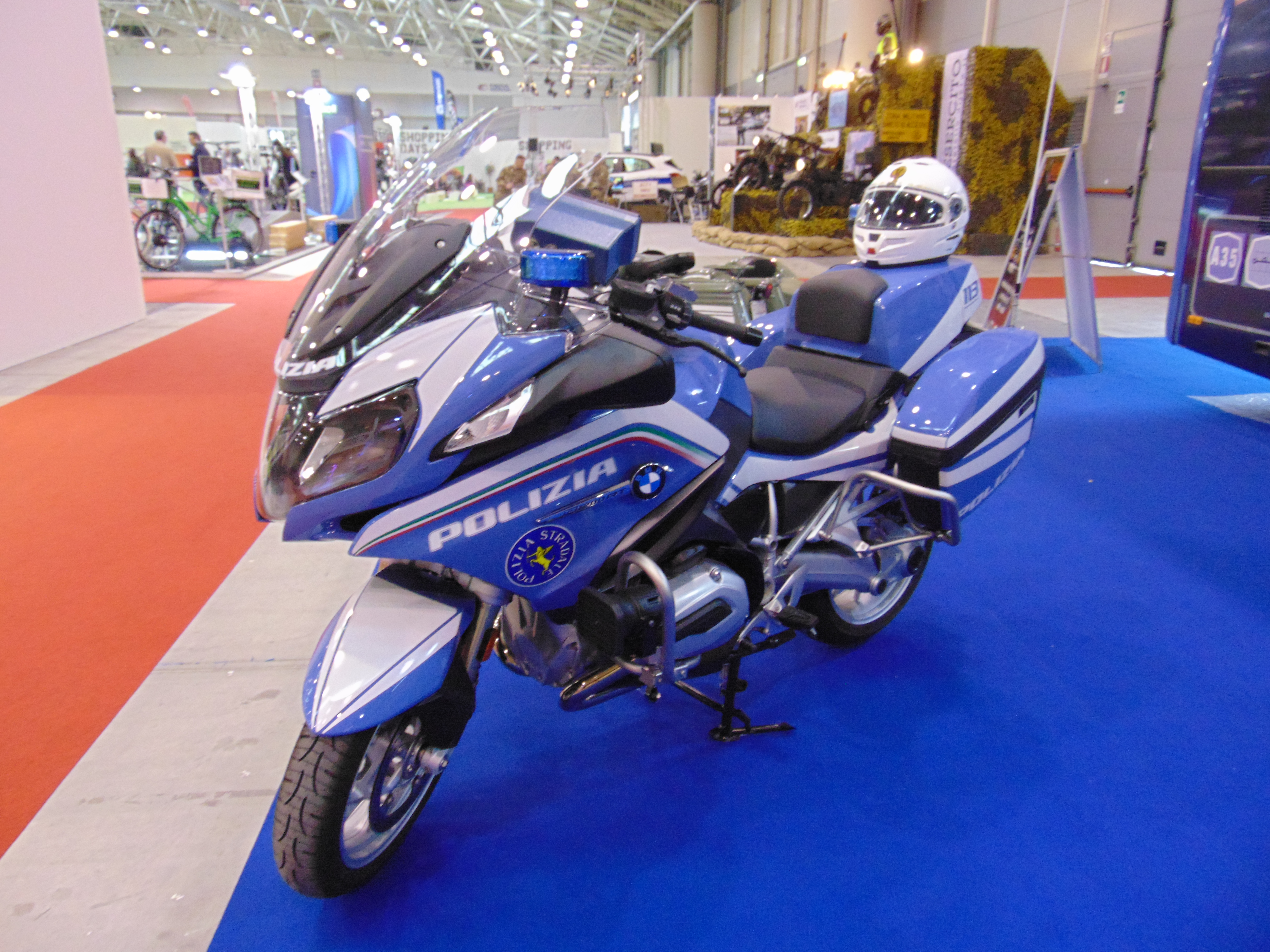
BMW R1200

La Polizia di Stato impiega oggigiorno diverse autovetture sia italiane, dalle versatili e meno tradizionali Fiat Punto e Panda (usate prevalentemente per ricognizione) alle Alfa Romeo Giulietta e Giulia, marchio storico della flotta, che estere. Le auto utilizzate attualmente sono:
Squadra Volante:
- Alfa Romeo 159 (2006-in dismissione, solo rari esemplari, ma nelle città di Roma, Napoli e Milano) serie F3XXX-F8XXX, H1XXX;
- Alfa Romeo 159 Sportwagon (2006-in dismissione) serie F9XXX, H0XXX;
- Fiat Bravo (2011-in dismissione) serie H36XX-H37XX, H59XX-H61XX, H8XXX;
- SEAT León (2015-in dismissione, solo pochi esemplari) serie M0XXX, M2XXX, M3XXX-M35XX;
- Alfa Romeo Giulietta (2016-in uso) serie M1XXX, M28XX, M36XX-M4XXX;
- Alfa Romeo Giulia (2022-in uso) serie M7XXX;
- Alfa Romeo Tonale (2023-in uso) serie M8XXX, M7XXX e M9XXX
- Fiat Marea (non ci sono più esemplari in Italia) serie E0XXX

Polizia Stradale:
- Alfa Romeo Giulia Quadrifoglio targate M2700 e M2701
- BMW Serie 3 F31 serie M0XXX-M2XXX
- BMW Serie 3 F31 restyling I serie M2XXX-M35XX (autostrada A22)
- BMW Serie 3 F31 restyling II serie M35XX
- Lamborghini Huracán LP 610-4 targate H8862 e M2658
- Hyundai ix35 I targata M3489 (autostrada A22)
- Skoda Octavia Wagon IV serie H8XXX, M0XXX, M2XXX (Autostrade per l'Italia)
- Skoda Octavia Wagon IV 4x4 serie H9XXX (autostrada A22)
- Skoda Octavia Wagon IV RS serie M04XX, M15XX (autostrada A4, A21)
- Skoda Octavia Wagon V serie M37XX-M52XX (autostrada A4, A7, A21, Autostrade per l'Italia)
- Skoda Superb Wagon III serie M27XX, M34XX, M63XX-M64XX (autostrada A4, A23, A28, Autostrade per l'Italia)
- Skoda Superb Wagon III 4x4 serie M4XXX-M5XXX (autostrada A4)
- Volkswagen Passat Variant VII (autostrada A15)
- Volkswagen Passat Variant VIII serie M2XXX, M3XXX, M6XXX (autostrada A4, A5, A10, A12, A21)
- Volvo V60 II (autostrada A4, A23, A28)
- Tesla Model X (autostrada A22, in uso da novembre 2023) serie M9XXX
- Alfa Romeo 156 SportWagon (autostrada A15) serie F3XXX
- Alfa Romeo 156 I serie; serie B0XXX
- Alfa Romeo 159 serie F3XXX
- Alfa romeo Giulia (in uso da fine 2023, inizio 2024) serie M7XXX
- Alfa Romeo 159 SportWagon; serie M1XXX e F3XXX
- Lamborghini Urus (consegnata il 12 dicembre 2023 solo a Roma) targata M9450
- Fiat Marea SW (solo nella questura di Bolzano e sulla A12 Livorno e Rossigliano) serie E0XXX

Altri reparti:
Autovetture:
- BMW i3 serie F37XX
- Fiat Panda III 4x4 serie H82XX, H95XX
- Fiat Panda III serie H98XX, N52XX, N53XX
- Fiat Punto IV serie N5XXX
- Fiat Tipo 5 porte serie M46XX, M6XXX
- Lancia Delta serie H89XX-H91XX
- Nissan Leaf targata N5972
- Renault Clio IV serie M0XXX
- Smart Fortwo II targate H5761 e H8371
- Volkswagen e-up! targate E8315, E8316 e E8317

Fuoristrada e SUV:
- Fiat Fullback serie M3XXX, M4XXX (scientifica, artificieri)
- Jeep Grand Cherokee V serie M42XX, M49XX-M51XX
- Jeep Renegade serie M31XX, M45XX, M5XXX, N59XX
- Land Rover Discovery IV serie M0XXX, M12XX, M25XX-M26XX
- Land Rover Discovery V serie M38XX
- Land Rover Discovery Sport serie M016X, M13XX
- Subaru Forester VI serie M26XX, M44XX
- Subaru Forester E-Boxer VI serie M69XX-M70XX
- Subaru XV serie M126X

Furgoni:
- Citroen Jumper IV serie M45XX
- Fiat Ducato III restyling serie M2XXX (cinofili)
- Fiat Scudo IV serie M0XXX (cinofili)
- Iveco Daily 50C17 VI serie M16XX e M58XX-M59XX
- Renault Master V serie H99XX
- Volkswagen Transporter T6 serie M44XX-M46XX (cinofili)

Nel maggio 2004 sono state cedute dalla Lamborghini, in comodato d'uso, due Gallardo e, oltre a quelle, vengono utilizzate le Huracán, dotate di motore 10 cilindri a V e 520 CV, con la classica livrea bianco/blu e vari accessori opzionali (tra cui un contenitore per il trasporto di organi e un defibrillatore semiautomatico). Le vetture vengono utilizzate sull'autostrada A3 Salerno-Reggio Calabria e sulla A14 Bologna-Taranto. Nel 2008 le vetture consegnate nel 2004 sono state sostituite con versioni aggiornate (LP 560-4), sempre fornite dalla casa automobilistica italiana. Una delle due vetture è stata distrutta in un incidente il 30 novembre 2009.
Dal 2015 le Alfa Romeo 159 utilizzate come pantere vengono sostituite dalle SEAT León di terza generazione, dotate della nuova livrea della polizia. Da fine 2022 le León vengono dismesse in favore delle nuove Alfa Romeo Giulia.
Nel passato sono state utilizzate dalle questure le famose Alfa Romeo Giulia, Alfetta, Alfasud, Giulietta, Alfa Romeo 33, Fiat Marea, Fiat Bravo (nuovo modello), Alfa Romeo 155, Alfa Romeo 159. Svariate le auto "civetta" (con colori civili e targhe di copertura), anche grazie alla possibilità di utilizzare, a tale scopo, vetture confiscate. Fra queste erano state annoverate anche delle "supercar", poi restituite dalla polizia a causa degli eccessivi costi di gestione, che rendevano più opportuno impiegare le scarse risorse a disposizione per la protezione dei cittadini sul territorio e le indagini. Le auto acquistate nuove appaiono in livrea (o in servizio) in genere dopo un lasso di tempo di circa un biennio rispetto al lancio sul mercato della versione civile. Ciò a causa della procedura burocratica di scelta prima, e di gara in tempi più recenti. Le società autostradali hanno nel passato acquistato e dato in comodato alla polizia Alfa Romeo Giulia, Alfetta, Alfa Romeo 90, Alfa Romeo 75, Alfa Romeo 156. Oltre a queste, la polizia ha utilizzato direttamente anche l'Alfa 155, di cui si trovano tuttora alcuni esemplari – versione 16 valvole del 1996 – operativi, utilizzati ormai per compiti non di pronto intervento.
I Reparti mobili della Polizia di Stato hanno in dotazione mezzi specifici per le loro esigenze. Sono dotati, in particolare di furgonati, e fuoristrada blindati oltre alle normali vetture di pattuglia come:
- Land Rover Discovery blindati e grigliati;
- Fiat Ducato 4X4 I serie e II serie, grigliati;
- Iveco 55-13 blindati e grigliati;
- Iveco VM 90 blindati e grigliati;
- Iveco Daily IV serie, grigliati;
- Rayton Fissore Magnum 4X4;
- Iveco Eurocargo ML100E21 4X4 Mammouth, allestimento Sperotto;
- Iveco ML 130 grigliati, in dotazione ai reparti di Roma, Padova, Milano, Napoli, Torino, Genova.

Le auto della polizia operante nei tratti autostradali appartengono alle società che ne hanno la gestione, le quali dispongono quindi liberamente delle vetture a fine carriera. Il corpo di polizia – dal canto suo – metteva all'asta i propri veicoli (dichiarati dismessi e permanentemente inidonei al servizio, dopo una procedura burocratica ad hoc) allorquando le riparazioni necessarie fossero valutate non più convenienti. Spesso, prima di arrivare alla vendita, i veicoli venivano "spostati" e impiegati in compiti sempre meno "stressanti", così da ottimizzare le risorse: molte volanti, quindi, terminavano la propria carriera dedicandosi a servizi minori (quali consegna posta, trasporti vari, ecc.).
L'alienazione di auto civetta e di vetture coi colori d'istituto veniva usualmente destinata a commercianti; alcuni mezzi venivano poi re-immatricolati con targhe civili e rivendute a privati. Dei mezzi ex polizia, però, da qualche anno non è più possibile la re-immatricolazione su strada. Pratica che – del resto – era comunque sempre meno in uso, complice la mutazione del mercato dell'auto in generale, dotato di offerte sempre maggiori e modelli nuovi lanciati con sempre maggiore frequenza.
La Polizia ha iniziato a interessarsi della preservazione del proprio patrimonio automobilistico grazie all'interessamento di alcuni dipendenti (che dettero luogo ad alcune realtà locali, quali la Scuderia delle Pantere Storiche, istituita a Firenze nel 1989). Oggi, le auto della polizia ritenute maggiormente interessanti sono comunque custodite – quasi un esemplare restaurato per ogni modello utilizzato (manca a oggi, ad esempio, la 155) – e visitabili, presso una realtà istituzionale dedicata: il Museo delle Auto della polizia, fondato a Roma nel 2004.

### Mezzi aerei
Oggi la Polizia di Stato può contare sull'appoggio di svariati velivoli, sia ad ala fissa che mobile, i quali, a seconda delle loro specifiche, vengono usati con diversi compiti e in diversi ruoli.
| Aereo                | Immagine | Origine            | Tipo                                                      | Versione                      | Quantità | Note                                                                           |
| -------------------- | -------- | ------------------ | --------------------------------------------------------- | ----------------------------- | -------- | ------------------------------------------------------------------------------ |
| Agusta Bell 206      |          | Stati Uniti Italia | Elicottero da trasporto leggero, Addestramento            | AB.206                        | 28       |                                                                                |
| Agusta Bell 212      |          | Stati Uniti Italia | Elicottero da trasporto multiruolo medio                  | AB.212                        | 23       |                                                                                |
| AgustaWestland AW109 |          | Italia Regno Unito | Elicottero da trasporto multiruolo leggero, Trasporto VIP | A109A A109A Mk II A109N NEXUS | 12(1)    | L'unico modello NEXUS, il PS107, risulta danneggiato a seguito di un incidente |
| AgustaWestland AW139 |          | Italia Regno Unito | Elicottero da trasporto multiruolo medio, Trasporto VIP   | AW139                         | 11       |                                                                                |
| Partenavia P.68      |          | Italia             | Controllo territoriale                                    | P.68 Observer                 | 18       |                                                                                |
| Piaggio P180 Avanti  |          | Italia             | Controllo territoriale, Trasporto VIP                     | P.180 Avanti II               | 3        |                                                                                |

#### Aeromobili a pilotaggio remoto (APR)
Negli ultimi anni, a seguito della nuova legge Antiterrorismo del 2015 e del relativo decreto attuativo, sia l'Arma dei Carabinieri che la Polizia di Stato hanno avviato progetti di sperimentazione per dotarsi di droni a pilotaggio remoto come mezzi ausiliari per il controllo del territorio. Questi droni devono essere prodotti da aziende in possesso di uno specifico Certificato di progetto per le forze di polizia e di autorizzazioni rilasciate dall'Enac (che nell’ottica di garantire il contenimento dell’emergenza epidemiologica “coronavirus” e al fine di consentire le operazioni di monitoraggio degli spostamenti dei cittadini sul territorio comunale, prevista dai D.P.C.M. del 9 marzo 2020, ha dotato anche le Forze dell’Ordine di molti centri urbani della possibilità di dotarsi di droni) al momento in possesso di poche aziende come FlyTop, I.D.S. (Ingegneria Dei Sistemi) e Nimbus. Le forze dell'ordine hanno inoltre la facoltà di affidarsi a mezzi e personali privati per l'impiego di APR.

## Simbologia
La Polizia di Stato è rappresentata da:
- uno stemma araldico
- una bandiera d'istituto
- una marcia d'ordinanza (Giocondità)
- un santo patrono, san Michele Arcangelo, che secondo le Scritture combatté Satana e viene tradizionalmente rappresentato con la spada rivolta verso il basso, nell'atto di trafiggere il vinto.
- un motto, sub lege libertas, che ha dato adito a due interpretazioni prevalenti: "nella legalità la libertà" oppure più letteralmente ma criticamente, "al di sotto della legge (inteso come "sottomessi alla legge") la libertà" o "la legge a difesa della libertà". Più semplicemente è letto come "la libertà nel rispetto della legge".

### Stemma araldico

1991-2007
2007-2018
Dal 2018

Lo stemma è partito: la prima sezione è d'oro, alla fascia di azzurro, simbolo delle decorazioni concesse alla bandiera della Polizia, accompagnata in capo da un libro chiuso, il cui titolo LEX ("Legge") indica il compito della Polizia di far rispettare le leggi, e in punta da due fiaccole accese, passate in decusse, con riferimento alla fondamentale attività di soccorso e assistenza della popolazione in caso di calamità; la seconda sezione è di porpora, al leone rampante d'oro, tenente nella branca anteriore destra un gladio romano, a sottolineare forza, coraggio, onestà nella difesa della legge. Sotto lo scudo, su lista bifida svolazzante, il motto Sub Lege Libertas.
Il primo stemma della Polizia è del 1957: lo scudo era sormontato da un'aquila, emblema tradizionale della Polizia; lo scudo e il motto erano circondati da due rami, uno di quercia e uno di alloro.
Nel 1991 l'aquila venne sostituita dalla corona muraria degli enti militari che reca sotto la torre centrale uno scudetto di colore cremisi, caricato delle lettere R.I. (Repubblica Italiana) intrecciate.
La composizione venne semplificata nel 2007 con l'eliminazione dei rami che ornavano lo scudo, decorazione utilizzata principalmente nell'araldica di comuni e province.
Nel 2018 sono state apportate leggere modifiche che non hanno variato molto l'aspetto generale.

## Divise
La Polizia di Stato dispone di diverse divise:
1. Divisa ordinaria invernale ed estiva: camicia bianca con colletto inamidato, giubba di colore blu con bottoni bombati dorati rigati e spalline bordate di cremisi, pantaloni di colore grigio azzurro[70] recanti una filettatura di colore cremisi[71], scarpe basse di pelle nera, guanti di pelle nera[72], cravatta di colore blu[73] e calze di colore blu, berretto rigido di panno blu con visiera e con fregio, cinturone bianco o nero[74] con fondina a estrazione rapida, correggiolo, porta manette di sicurezza, portacaricatore e porta-sfollagente[75][76].
In caso di freddo o pioggia la divisa può essere completata da un maglione a collo a "V" e bottoni bombati dorati rigati, dal giaccone in goretex e termofodera in pile e da qualche anno è stato consegnata la divisa con maglia blu scuro con la scritta POLIZIA sulla schiena. Il personale femminile può indossare le scarpe di pelle nera con tacco alto e la gonna di colore grigio azzurro con filettatura cremisi solo se espressamente comandato.
Il personale della Polizia Scientifica, in ufficio, indossa la divisa ordinaria[77] sostituendo la giubba blu con il camice bianco con le mostrine sul bavero.
Il personale di servizio presso gli uffici indossa la divisa ordinaria[77] sostituendo la giubba blu con il camice grigio verde con le mostrine.
In caso di servizi di ordine pubblico la divisa può essere completata indossando il casco azzurro "ARH" o il balistico "super u-bot".
2. Divisa operativa invernale ed estiva: pantalone in tessuto tecnico grigio azzurro con filetti cremisi, felpato per l'inverno ed in tessuto tecnico traspirante per l'estate; camicia con taglio "a polo" in tessuto tecnico blu, con filetti cremisi al colletto e scritta "POLIZIA" sulla schiena e sul petto sinistro, a maniche lunghe per l'inverno ed a maniche corte per l'estate; maglioncino lupetto in pile grigio azzurro con scritta "POLIZIA" sul petto per l'inverno; giubbotto corto in tessuto tecnico blu con scritta catarifrangente "POLIZIA" sulla schiena, con interno staccabile mod. "softshell" (da poter utilizzare anche separatamente per adeguare meglio la protezione termica alle temperature esterne); cinturone blu in cordura, con fondina in tecnopolimero ad estrazione rapida; stivaletti tattici in pelle per l'inverno e pelle/cordura per l'estate; berretto tipo "baseball" con fregio, in panno blu per l'inverno ed in tessuto leggero blu per l'estate.
3. Divisa per servizi di ordine pubblico[78]: giubba blu con cerniera con scritta catarifrangente "POLIZIA" sulla schiena, pantaloni di colore grigio azzurro, basco di colore blu con fregio, maglioncino di colore azzurro a collo alto[79], stivaletti anfibi di pelle nera, gilet tattico, cinturone blu in cordura con fondina "chiusa" e foulard di colore cremisi. Questa uniforme è ora utilizzata solo dai Reparti Mobili. L'uniforme può essere completata indossando il casco azzurro "ARH" e le protezioni.
4. Divisa di rappresentanza: giubba blu con mostrine sul bavero, bottoni rigati bombati dorati, spalline bordate di cremisi, cordelline di colore oro per i funzionari, di colore bianco e celeste per gli ispettori, e di colore oro e cremisi per i sovrintendenti, gli assistenti e gli agenti, guanti bianchi, camicia bianca con colletto inamidato, cravatta blu, pantaloni grigio azzurri con doppia banda di colore cremisi, scarpe basse di pelle nera, berretto rigido con visiera analogo all'Uniforme Ordinaria e mantella di colore blu con mostrine.
5. Divisa storica: è indossata dal plotone d'onore che effettua il cambio della guardia d'onore al palazzo del Quirinale e dalla Banda Musicale in alcune occasioni come la parata militare del 2 giugno e la festa della Polizia di Stato.
6. Tutti gli operatori possono disporre di giubbotti antiproiettile che secondo il Ministero dell’Interno devono avere delle determinate caratteristiche, il giubbotto deve: possedere un’idonea copertura della superficie del torace, dei fianchi e del dorso; poter essere indossato sotto la divisa o gli abiti civili quindi possedere un’ottima morbidezza e flessibilità così da facilitarne l’uso in auto.[80]

### Fregio da berretto e da basco
Aquila eretta dorata, con scudo cremisi e monogramma "RI", sormontata da torre trimerlata.

### Mostrine
Mostrine con fiamma dorata su campo cremisi alla base della quale vi è il monogramma "RI"; lunghe e ricamate per i funzionari, corte e ricamate per gli ispettori superiori sostituti commissari e di metallo per il restante personale di Polizia.

## Dati statistici

### 2005
Nel 2005 la Polizia di Stato contava un totale di 105 324 agenti (di cui oltre 15 000 donne) così ripartiti:
- 893 dirigenti;
- 1 839 vice questori;
- 723 commissari capo;
- 19 230 ispettori;
- 666 vice ispettori;
- 13 677 sovrintendenti;
- 38 976 assistenti;
- 29 320 agenti.

### 2012
L'organico previsto ammontava a 115 000 uomini (di cui 105 000 agenti del ruolo operativo e 10 000 appartenenti al ruolo tecnico-scientifico e sanitario), ma a causa delle carenze di quest'ultimo il personale complessivo annoverava circa 105 000 unità. Il 15% era costituito da donne.
Poco meno di 6 000 operatori erano distaccati in funzioni tecniche, destinate a fornire supporto logistico e di assistenza tecnica al restante personale. Circa 2 000 agenti risultavano invece assegnati al servizio di polizia di prossimità.

## Comunicazione
La Polizia di Stato ha una unica rivista ufficiale  Polizia Moderna, che gode di autorità e rilevanza internazionale.

## Musica e sport
- Banda musicale della Polizia di Stato (ex Banda Musicale del Corpo delle Guardie di P.S.)
- Fiamme Oro (gruppo sportivo)
- ACN Forze di Polizia (Auto Club Nazionale delle Forze di Polizia)[86]

## Festa della Polizia di Stato
La festa della Polizia di Stato italiana ricorre il 10 aprile e celebra il Giorno della pubblicazione in Gazzetta Ufficiale della normativa di riforma, la legge 1º aprile 1981, n. 121, che diede una nuova riorganizzazione alla struttura della Polizia italiana.

## Medaglie e decorazioni concesse dalla Polizia di Stato
Dal 5 giugno 1990 - attuale:
Medaglia al merito di servizio della Polizia di Stato
 Medaglia al merito di servizio della Polizia di Stato (20 anni di servizio)
 Medaglia al merito di servizio della Polizia di Stato (15 anni di servizio)
 Medaglia al merito di servizio della Polizia di Stato (10 anni di servizio)
Croce di anzianità di servizio della Polizia di Stato
 Croce di anzianità di servizio della Polizia di Stato (35 anni di servizio)
 Croce di anzianità di servizio della Polizia di Stato (30 anni di servizio)
 Croce di anzianità di servizio della Polizia di Stato (20 anni di servizio)
Medaglia al merito di lunga navigazione aerea della Polizia di Stato
 Medaglia al merito di lunga navigazione aerea della Polizia di Stato (20 anni di volo)
 Medaglia al merito di lunga navigazione aerea della Polizia di Stato (15 anni di volo)
 Medaglia al merito di lunga navigazione aerea della Polizia di Stato (10 anni di volo)
Medaglia al merito di lunga navigazione della Polizia di Stato
 Medaglia al merito di lunga navigazione della Polizia di Stato (20 anni di imbarco)
 Medaglia al merito di lunga navigazione della Polizia di Stato (15 anni di imbarco)
 Medaglia al merito di lunga navigazione della Polizia di Stato (10 anni di imbarco)
Medaglia di commiato della Polizia di Stato
 Medaglia di commiato in argento della Polizia di Stato
Medaglia non portativa
(decorazioni istituite con decreto del Ministero dell'interno 5 giugno 1990, n. 333A/9816.A(2).
Medaglie commemorative
 Medaglia commemorativa in bronzo dell'alluvione in Piemonte, anno 1994 (9 aprile 1999 - attuale)
(decreto del Ministero dell'interno 9 aprile 1999).
 Medaglia commemorativa in bronzo dell'alluvione in Provincia di Crotone, anno 1996 (3 febbraio 2000 - attuale)
(decreto del Ministero dell'interno 3 febbraio 2000).
 Nastrino commemorativo dell'attestato di merito per il personale in servizio durante l'emergenza Covid-19, anno 2020 (23 settembre 2020 - attuale)
(decreto del Ministero dell'interno 23 settembre 2020).
Medaglia d'oro ai familiari e ai grandi invalidi "Vittime del Dovere" della Polizia di Stato
dal 7 luglio 2006 - attuale:
 Medaglia d'oro ai familiari e ai grandi invalidi "Vittime del Dovere" della Polizia di Stato
Medaglia non portativa
(decreto del Presidente della Repubblica 7 luglio 2006, n. 243).
Nastrino di lungo impiego nei servizi di ordine pubblico
dal 10 ottobre 2011 - attuale:
 di IV livello (oltre 3 riconoscimenti)
 di III livello (3 riconoscimenti)
 di II livello (2 riconoscimenti)
 di I livello (1 riconoscimento)
(decreto del Ministero dell'interno 10 ottobre 2011).

### Distintivi d'Onore

#### Promozioni
Distintivo d'Onore – Promozione per meriti straordinari di servizio

#### Encomi
Distintivo d'Onore – Encomio solenne
 Distintivo d'Onore – Encomio semplice

#### Distintivi per feriti, mutilati e caduti in servizio
Distintivo d'Onore – Deceduto in servizio
 Distintivo d'Onore – Mutilato in servizio
 Distintivo d'Onore – Ferito in servizio

### Distintivi di specialità
Nastrino per operatore di tecniche investigative scientifiche
 Nastrino per operatore Disaster Victim Identification (DVI)

## Onorificenze concesse alla Bandiera della Polizia di Stato
La Bandiera del Corpo della Polizia di Stato è decorata delle seguenti onorificenze (aggiornamento ad aprile 2025):
 1 Croce di Cavaliere dell'Ordine militare d'Italia
 19 Medaglie d'oro al valor civile
 16 Medaglie d'oro al merito civile
 3 Medaglia d'argento al valor civile
 2 Medaglie di bronzo al valor militare
 1 Medaglia d'oro al merito della sanità pubblica
 1 Diploma di medaglia d'oro ai benemeriti della scuola, della cultura e dell'arte
 1 Medaglia di bronzo al merito civile
 1 Attestato con medaglia di bronzo dorata di eccellenza di I classe di pubblica benemerenza del Dipartimento della Protezione civile
 1 Medaglia d'oro di benemerenza per il terremoto calabro-siculo (1908)
 1 Medaglia d'oro di benemerenza per il terremoto di Avezzano del 1915
 1 Medaglia delle Nazioni Unite al servizio della pace UNMIK (U.N. Interim Administration Mission in Kosovo) (ONU)

## Denominazioni dei corpi di Polizia
- Corpo delle guardie di pubblica sicurezza del Regno di Sardegna (1852-1861)
- Corpo delle guardie di pubblica sicurezza del Regno d'Italia (1861-1890)
- Corpo delle guardie di città (1890-1919)
- Corpo della Regia guardia per la pubblica sicurezza (1919-1923)
- Corpo degli agenti di pubblica sicurezza (1925-1944)
- Corpo delle guardie di pubblica sicurezza (1944-1981)
- Polizia di Stato (1981 – presente)

## Cronotassi dei capi della polizia dal 1878
1. Luigi Berti dal 16 maggio 1878 al 16 dicembre 1878
2. Ferdinando Ramognini dal 16 gennaio 1879 al 14 ottobre 1879
3. Giovanni Bolis dal 14 agosto 1879 al 31 dicembre 1883
4. Ottavio Lovera di Maria dal 31 dicembre 1883 al 29 ottobre 1885
5. Bartolomeo Casalis dal 29 ottobre 1885 al 16 aprile 1887
6. Luigi Berti dal 10 luglio 1887 al 29 ottobre 1890
7. Ferdinando Ramognini dal 1º dicembre 1890 al 1º ottobre 1893
8. Giuseppe Sensales dal 1º ottobre 1893 al 7 aprile 1896
9. Giovanni Alfazio dal 7 aprile 1896 al 1º agosto 1898
10. Francesco Leonardi dal 1º agosto 1898 al 23 febbraio 1911
11. Giacomo Vigliani dal 1º febbraio 1911 al 29 settembre 1917
12. Giuseppe Sorge dal 29 settembre 1917 al 10 marzo 1919
13. Riccardo Zoccoletti dal 10 marzo 1919 al 1º luglio 1919
14. Vincenzo Quaranta dal 1º luglio 1919 al 19 giugno 1920
15. Giacomo Vigliani dal 19 giugno 1920 al 14 luglio 1921
16. Corrado Bonfanti Linares dal 14 luglio 1921 al 1º marzo 1922
17. Giacomo Vigliani dal 2 marzo 1922 al 7 agosto 1922
18. Raffaele Gasbarri dall'8 agosto 1922 all'11 settembre 1922
19. Emilio De Bono dall'11 novembre 1922 al 16 giugno 1924
20. Francesco Crispo Moncada dal 17 giugno 1924 al 13 settembre 1926
21. Arturo Bocchini dal 13 settembre 1926 al 20 novembre 1940
22. Carmine Senise dal 20 novembre 1940 al 15 aprile 1943
23. Renzo Chierici (gen. MVSN) dal 16 aprile 1943 al 25 luglio 1943
24. Carmine Senise dal 26 luglio 1943 al 23 settembre 1943
25. Tullio Tamburini (MVSN) dal 1º ottobre 1943 all'aprile 1944
26. Eugenio Cerruti (MVSN) dall'aprile 1944 all'ottobre 1944
27. Renzo Montagna dal 6 ottobre 1944 al 25 aprile 1945
28. Giuseppe Solimena (regg.) dal 15 aprile 1944 al 15 agosto 1944
29. Luigi Ferrari dal 16 agosto 1944 al 12 settembre 1948
30. Giovanni D'Antoni dal 12 settembre 1948 al 20 settembre 1952
31. Tommaso Pavone dal 20 settembre 1952 all'11 marzo 1954
32. Giovanni Carcaterra dal 22 marzo 1954 al 10 ottobre 1960
33. Angelo Vicari dal 10 ottobre 1960 al 28 gennaio 1973
34. Efisio Zanda Loy dal 2 febbraio 1973 al 4 giugno 1975
35. Giorgio Menichini dal 5 giugno 1975 al 19 novembre 1976
36. Giuseppe Parlato dal 20 novembre 1976 al 19 gennaio 1979
37. Giovanni Rinaldo Coronas dal 19 gennaio 1979 al 27 aprile 1984
38. Giuseppe Porpora dal 27 aprile 1984 al 22 gennaio 1987
39. Vincenzo Parisi dal 22 gennaio 1987 al 27 agosto 1994
40. Fernando Masone dal 27 agosto 1994 al 31 maggio 2000
41. Gianni De Gennaro dal 1º giugno 2000 al 2 luglio 2007
42. Antonio Manganelli dal 2 luglio 2007 al 20 marzo 2013 (deceduto)[100]
43. Alessandro Marangoni dal 20 marzo 2013 al 30 maggio 2013 (facente funzioni)
44. Alessandro Pansa dal 31 maggio 2013 al 29 aprile 2016
45. Franco Gabrielli dal 29 aprile 2016 al 28 febbraio 2021
46. Maria Luisa Pellizzari dal 1º marzo 2021 al 4 marzo 2021 (facente funzioni)
47. Lamberto Giannini dal 4 marzo 2021 all'11 maggio 2023
48. Vittorio Pisani dall'11 maggio 2023

## Riferimenti normativi
- Decreto del Presidente della Repubblica 25 ottobre 1981, n. 737 - Sanzioni disciplinari per il personale dell'Amministrazione di pubblica sicurezza e regolamentazione dei relativi procedimenti.
- Decreto del Presidente della Repubblica 24 aprile 1982, n. 337 - Ordinamento del personale della Polizia di Stato che espleta attività tecnico-scientifica o tecnica
- Decreto del Presidente della Repubblica 24 aprile 1982, n. 339 - Passaggio del personale non idoneo all'espletamento dei servizi di polizia, ad altri ruoli dell'Amministrazione della pubblica sicurezza o di altre amministrazioni dello Stato.
- Decreto legislativo 5 ottobre 2000, n. 334 - Riordino dei ruoli del personale direttivo e dirigente della Polizia di Stato, a norma dell'articolo 5, comma 1, della legge 31 marzo 2000, n. 78.